# Bludenz

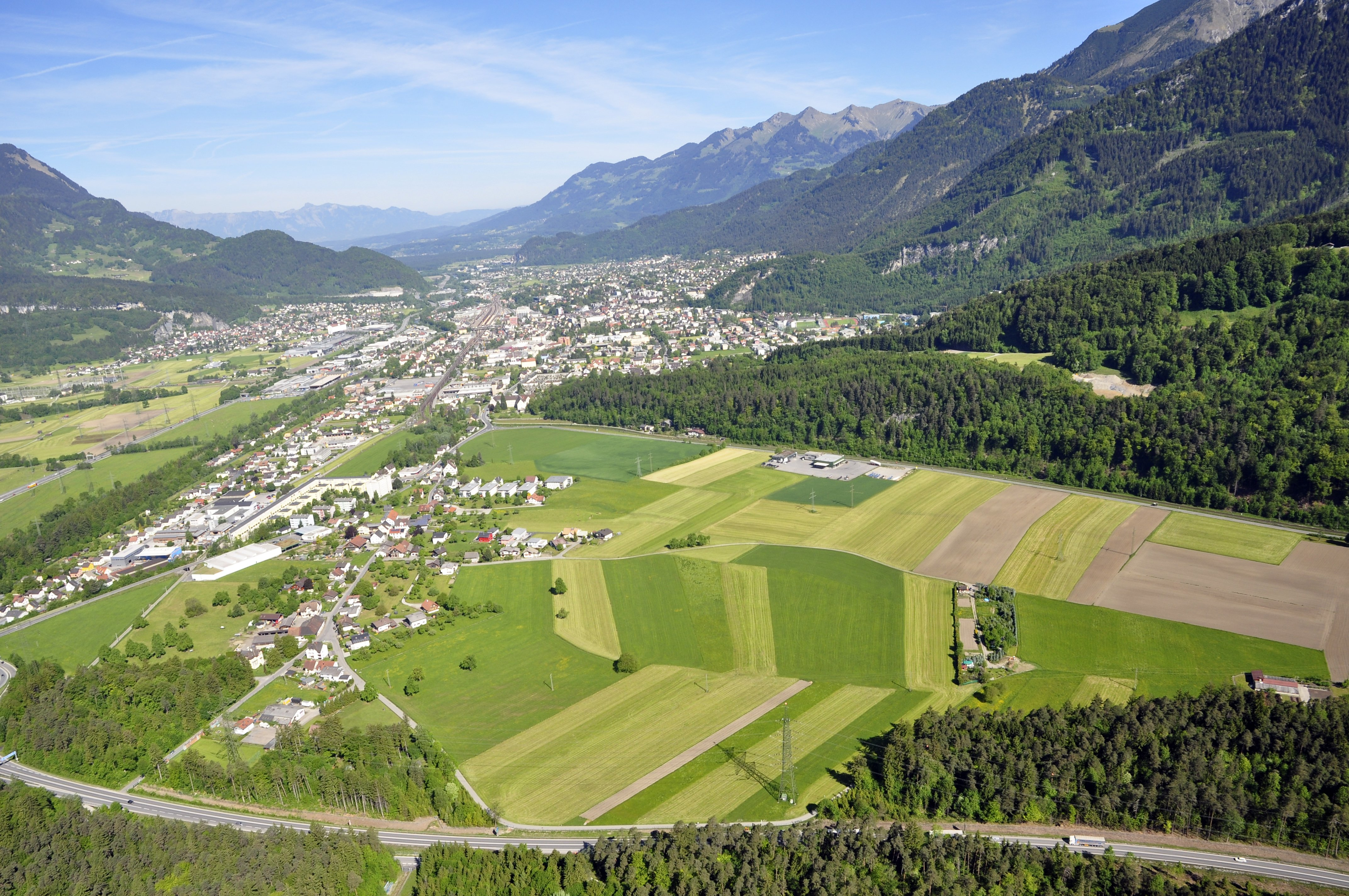
Luftbildaufnahme der Stadt Bludenz Richtung Nordwesten; im Vordergrund der Ortsteil Brunnenfeld und die S16, im Mittelgrund ist die Arlbergbahn am Waldrand verlaufend erkennbar

Bludenz (standarddeutsche Aussprache: [ˈbluːdɛnt͡s], ⓘ, lokales Vorarlbergerisch: [ˈbludats]) ist eine Stadt im österreichischen Bundesland Vorarlberg mit 15.102 Einwohnern (Stand 1. Jänner 2025). Die Stadt ist Sitz der Bezirkshauptmannschaft Bludenz und per 30. September 2021 mit 14.964 (Hauptwohnsitze) zzgl. 1.294 (weitere Wohnsitze) Einwohnern die sechstgrößte Gemeinde in Vorarlberg.

## Geografie
Der Stadtkern von Bludenz liegt auf etwa 570 Meter Höhe am südwestlichen Fuß des Lechquellengebirges, terrassenförmig über dem Talboden der Ill und auf einem Teil des Schuttfächers des Galgentobelbaches angelegt. Die offizielle Höhenangabe für Bludenz von 588 m bezieht sich auf die Lage der etwas erhöht über dem Stadtkern stehenden Laurentiuskirche. Den höchsten Punkt des Gemeindegebietes markiert der Gipfel des Weißen Rössle, 2214 m, nordwestlich von Ausserbraz gelegen. Ein kleiner Teil des Gemeindegebiets östlich von Stallehr erstreckt sich sogar über die Alfenz hinweg ins Verwall. Das ist der Garnilawald, der auf den Nordhängen von Davennakopf, Davenna und Zwölferkopf oberhalb des Speichersees des Alfenzwerkes wächst. Teile der Bergwälder im Norden von Bludenz gehören zu dem vom Galgentobel bis nach Klösterle reichenden „Natura 2000“-Europaschutzgebiet „Klostertaler Bergwälder“.
Historisch bedingt verfügt die Stadt, außer auf ihrem eigenen Territorium, noch in neun weiteren, umliegenden Gemeinden über Grundbesitz an Wald, landwirtschaftlichen Flächen oder Ödland, insgesamt über etwa 4000 Hektar. Dies sind z. B. die Bludenzer Alpe (Albonaalpe) im Verwall, oberhalb von Klösterle, oder die Gavalinaalpe an Rätikon-Nordhang.
Die Stadt liegt am Schnittpunkt der Täler Walgau, Brandnertal (Rätikon), Montafon (Silvretta) und Klostertal (Arlberg). Bludenz vermarktet sich gern als „Fünf-Täler-Stadt“, jedoch mündet das fünfte Tal, das Große Walsertal, erst bei Ludesch, einige Kilometer westlich von Bludenz, in den Walgau ein. 48,5 Prozent der Gemeindefläche sind bewaldet. Nachbargemeinden von Bludenz sind Nüziders, Raggal, Innerbraz, Bartholomäberg, St. Anton im Montafon, Lorüns, Stallehr und Bürs.
Gegenüber von Bludenz, auf der anderen Seite der Ill, im Rätikon, steht die 2107 m hohe Bludenzer Mittagsspitze, eine aus Bludenzer Perspektive schroffe Erhebung in einem Seitenkamm der Vandanser Steinwand. Der Berg befindet sich im Süden der Stadt, also dort, wo die Sonne zu Mittag steht.

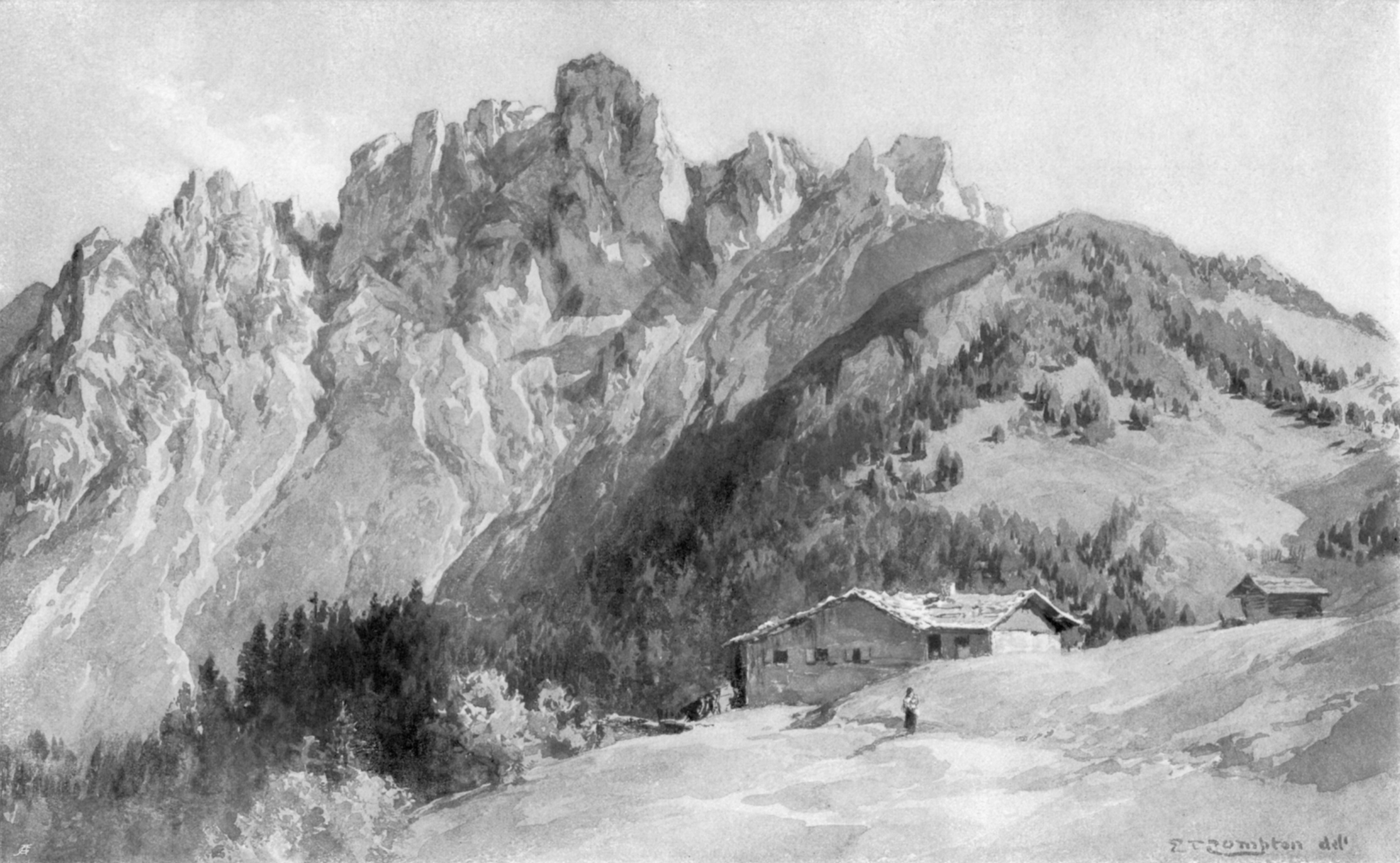
Elsalptürme (links), Elsspitze (Mitte) und Elsfürkele (zweite Scharte rechts der Elsspitze) von der Furklaalpe aus gesehen (Bild von Edward Theodore Compton)

Das Trinkwasser für Bludenz wird von mehreren hundert Metern über der Stadt, am Fuß der Westflanken von Breithorn und Elsalptürmen, sowie von in der Südflanke der Katzenköpfe gelegenen Quellen gefasst. Die Stadt nutzt das Gefälle teilweise zur Stromgewinnung und betreibt in Hinterplärsch ein 1998 gebautes Trinkwasser-Kleinkraftwerk mit einer maximalen Leistung von 125 kW.
Bludenz hat ein maßgeblich durch den Atlantischen Ozean beeinflusstes Klima. Der von der nahegelegenen Messstation Bürs von 1971 bis 2000 registrierte durchschnittliche Jahresniederschlag beträgt 1341 mm, die durchschnittliche Jahrestemperatur 7,9 °C. Jedoch weisen die amtlichen Aufzeichnungen für den Großteil des besiedelten Bludenzer Gemeindegebiets bereits eine durchschnittliche Jahresniederschlagssumme zwischen 1500 und 1800 mm aus, in den nordöstlichen, an den Hängen gelegenen Bereichen, z. B. Rungelin, sogar 1800 bis 2100 mm/a. Auf die Gipfelbereiche von Hohen Fraßen und Breithorn, die süd- bzw. westseitig vom Galgentobelbach entwässert werden, fielen durchschnittlich 2400 bis 2700 mm, auf die von Gamsfreiheit und Weißem Rössle sogar für mitteleuropäische Maßstäbe enorme 2700 bis 3000 mm Niederschlag pro Jahr.

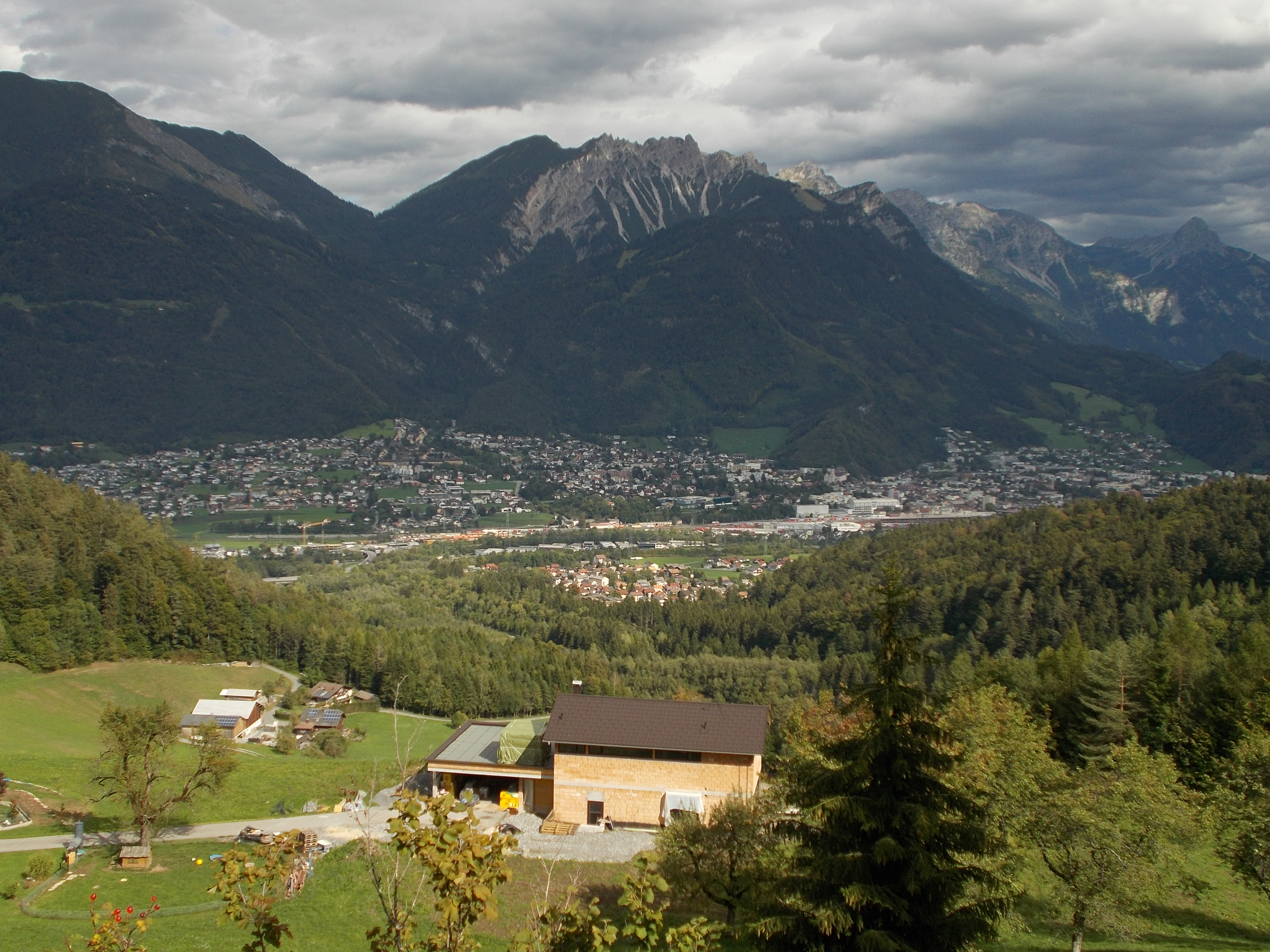
Blick von Bürserberg auf Bludenz (Mitte und rechts) und Nüziders (links). Darüber der Tiefenseesattel, rechts davon Breithorn (2009 m), Elsspitze (1980 m), Gamsfreiheit (2211 m) und ganz rechts der Roggelskopf (2284 m).

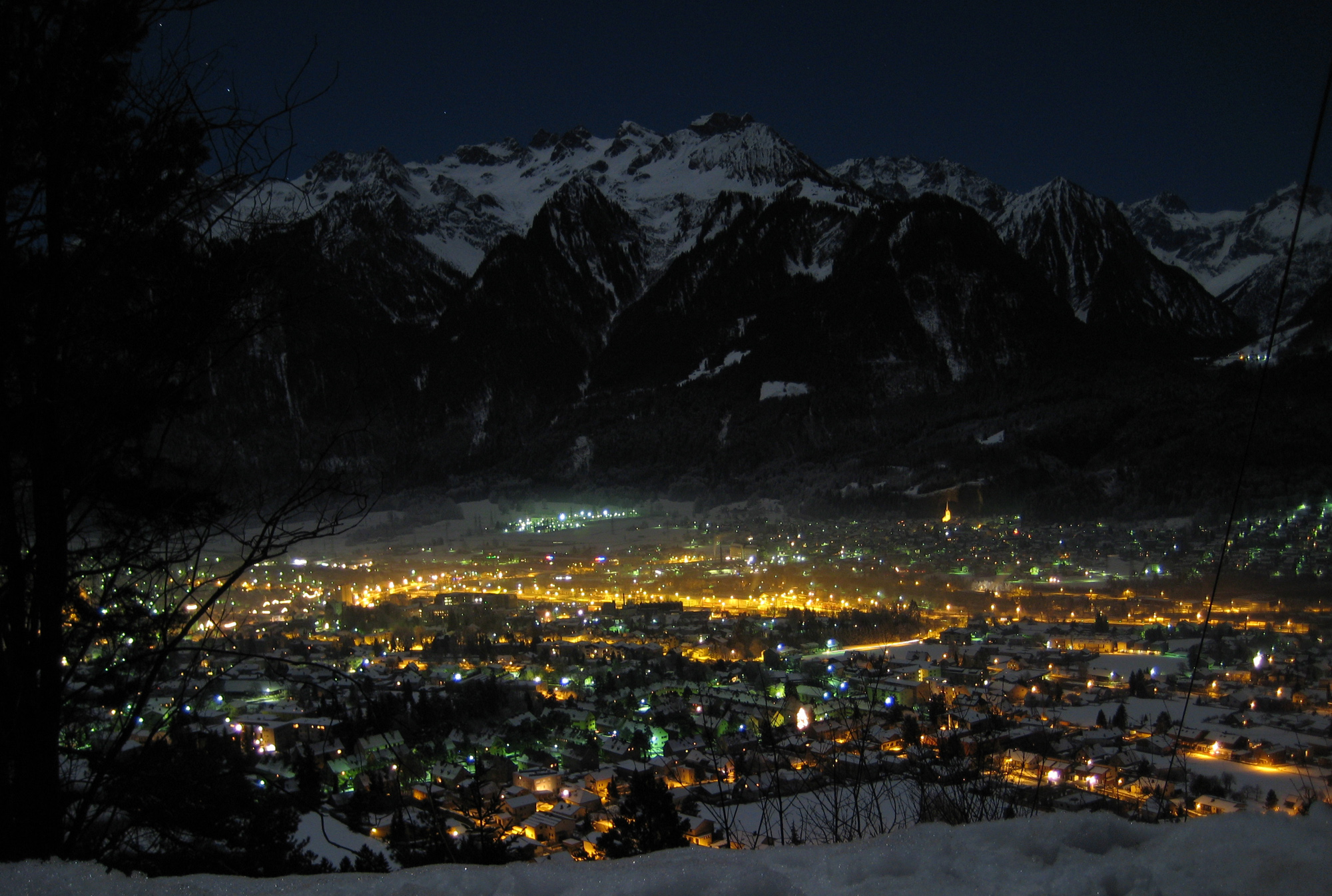
Blick auf Bludenz bei Nacht (von Norden)

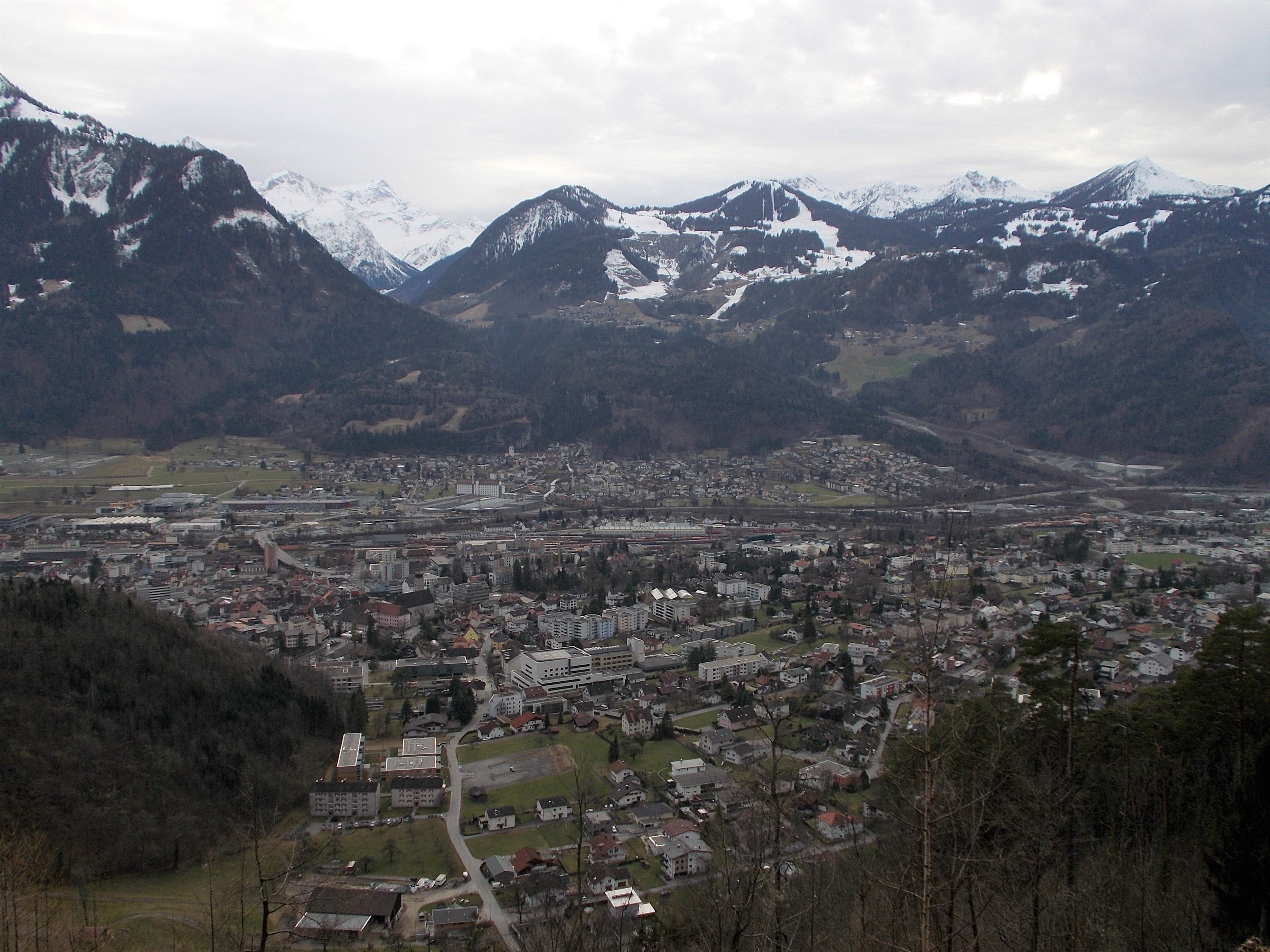
Blick von Buchwald auf Bludenz

Bludenz gehört, auch durch die Nähe zum als ausgesprochenen Föhnstrich geltenden Brandner Tal, häufig zu den Orten mit den höchsten Tagestemperaturen Vorarlbergs. Die die Stadt um etwa 1400 Meter überragenden Berge vom Hohen Fraßen bis zu Elsspitze, Gamsfreiheit und Weißem Rößle schützen Bludenz vor kalten Winden aus Nord bis Nordost. Die Durchschnittstemperatur stieg in Bludenz zwischen 1982 und 2022 um fast drei Grad.
Auf dem städtischen Friedhof steht eine automatische Wetterstation der Zentralanstalt für Meteorologie und Geodynamik (ZAMG), deren aktuelle Messwerte permanent im Internet präsentiert werden.

### Stadtgliederung
Die Gemeinde besteht aus der Katastralgemeinde Bludenz. 
Das Gemeindegebiet umfasst die zwei Ortschaften
- Ausserbraz
- Bludenz

Stadtteile bzw. Parzellen sind
- Altstadt
- Ausserbraz
- Beim Kreuz
- Bings (wird in Ober- und Unterbings unterteilt)
- Brunnenfeld (mit Kloster St. Peter)
- Gasünd
- Grubs
- Halde
- Mokry
- Obdorf
- Radin (wird in Ober- und Unterradin unterteilt)
- Rungelin (Runggelin)
- Unterfeld
- Sankt Leonhard
- Südtiroler Siedlung

### Nachbargemeinden
|        | Nüziders                                    | Raggal         |
| Bürs   | Kompassrose, die auf Nachbargemeinden zeigt | Innerbraz      |
| Lorüns | Stallehr Lorüns                             | Bartholomäberg |

Lorüns umschließt Stallehr und grenzt zwei Mal an Bludenz.

## Geschichte

### Frühzeit
Die Funde am Montikel (Stadthügel) machen Bludenz zu einem bedeutenden archäologischen Ort Westösterreichs. Der steil abfallende Fels trug eine bronzezeitliche Höhensiedlung, die bis ans Ende der La-Tène-Zeit besiedelt blieb. In der Flur „Unter dem Stein“ (heute Untersteinstraße) am Südfuß des Montikels wurden von 1830 bis 1935 bei Aushubarbeiten Waffen und Gerätschaften aus Eisen sowie Schmuckgegenstände aus Bronze gefunden.
In einem 1900 freigelegten Brandschutthorizont waren tierische und menschliche Knochen eingebettet. Keramikreste, Waffen (Speerspitzen, Lanzenschuhe, Hellebardenäxte, Schwertbruchstücke, Schwertscheiden und ein Helmfragment), Gerätschaften (Messer, Sicheln, Schlüssel, Ringe, Wagenbeschläge, Trensen, ein Dechsel und eine Herdschaufel), Schmuck (Fibeln, Nadeln, Armreifen und Gürtelzubehör) sind dem keltischen oder inneralpin-rätischen Typus zuzuordnen. Der Zeitraum wird vom 5. bis zum 1. Jahrhundert n. Chr. angenommen und aus heutiger Sicht als Deponierungen einer Opferstätte gesehen. Das meiste Fundmaterial ist nicht erhalten und nur mehr aus früheren Aufzeichnungen rekonstruierbar.

### Bludenz ab 830
Die Ortschaft Bludenz wurde erstmals im Jahre 830 im sogenannten „Churrätischen Reichsurbar“ unter den nebeneinander verwendeten Namensversionen „Pludono“ und „Pluteno“ urkundlich genannt. Im karolingischen Güterverzeichnis taucht 842 die Nennung der Siedlung als „Pludeno“ auf. Die Namen sind vermutlich vorrömischen Ursprungs und leiten sich vom indogermanischen Wurzelbegriff „pleud“ ab, was etwa mit „fließen“ übersetzt werden kann. Diskutiert wird angesichts der ausgedehnten Sümpfe an der Ill auch lateinisches „ad paludines“ („bei den Sümpfen“) als Namensspender.
Von 1098 bis 1629 trat die Pest 19 Mal in Bludenz auf – besonders viele Opfer forderte sie 1143 und 1591.
1265 erfolgte die Gründung der Stadt Bludenz durch die Werdenberger, das Stadtrecht verlieh Hugo I. von Werdenberg 1274. Die Grafen von Werdenberg erbauten zwischen 1222 und 1245 als Mittelpunkt der gräflich-werdenbergisch-heiligenbergischen Herrschaft bzw. der Herrschaft Bludenz eine Burganlage, an deren Stelle heute das Schloss Gayenhofen steht. Herzog Friedrich IV. („mit der leeren Tasche“) floh nach seiner Ächtung auf dem Konzil von Konstanz über den Arlberg nach Tirol. Dabei verbrachte er den 30. März 1416 in Bludenz (Erinnerung in Sagen an seine Bitte um Einlass am Oberen Tor).

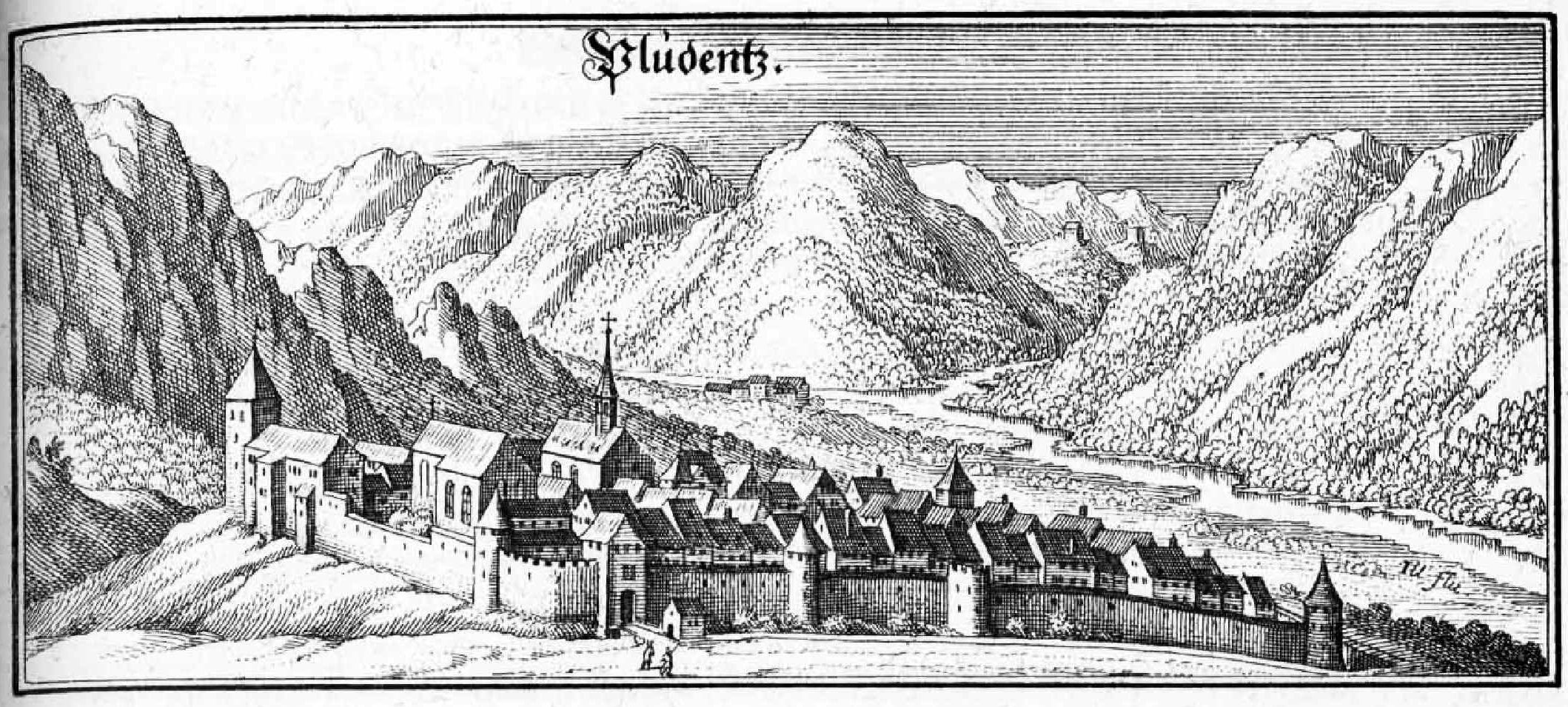
Bludenz um 1643 (Kupferstich von Merian) mit dem Oberen Tor (vorn), der Ill (rechts), dem Montafon (rechts hinten) und dem Klostertal (links hinten).

Im Jahre 1420 gingen dann Stadt und Herrschaft Bludenz an Österreich
über. In diesem Jahr huldigten Abgesandte aus Bludenz und dem Montafon ihrem neuen Herrn Herzog Friedrich IV., der ihnen ihre Privilegien bestätigte. Der gesamte Bergbaubereich im Montafon, im Walgau, um Nüziders sowie im Klostertal gehörte erst nach der Zerstörung der Burg Sonnenberg im Jahre 1473 zu Österreich. 1444 und erneut 1491 brannte die Stadt mitsamt der Tore, der Burg (später Barockschloss) und der St. Laurentiuskirche nieder.
1525 scheiterte die Reformation in Bludenz. Die Habsburger regierten Bludenz wechselnd von Tirol und Vorderösterreich (Freiburg im Breisgau) aus.
In der ersten Hälfte des 16. Jahrhunderts wurde von einer Schmelzhütte in Bludenz berichtet, die Erze vom Lobinger (Kristbergsattel) und Kristberg, aber auch Erze aus dem Gebiet um Nüziders und Bludenz verhütten konnte.
Am 1. November 1638 zerstörte wieder ein Brand nahezu die ganze Stadt; von den Flammen verschont blieben lediglich das Obere Tor mit zwei Nachbarhäusern sowie Kirche und Schloss. 1682 zerstörte ein weiterer Brand einen Großteil der aus Holz gebauten Häuser in der Stadt.
Im Oktober 1730 erwarb der Tiroler Reichsfreiherr Franz Andreas von Sternbach, der als Bergbauunternehmer zu großem Reichtum gelangt war, die vereinigte Pfandherrschaft Bludenz-Sonnenberg.

### 19. und 20.Jahrhundert
Von 1806 bis 1814 gehörte die Stadt zu Bayern, danach wieder zu Österreich. Beim Übergang an Bayern 1806 kam Bludenz zum Landgericht Sonnenberg, dessen Sitz bis 1810 Nüziders und danach die Stadt bildete. Nach der Rückkehr Vorarlbergs in den österreichischen Staatsverband 1814 wurde den Herren von Sternbach die hohe Gerichtsbarkeit nicht mehr zugestanden. 1854 löste man den restlichen Lehensbesitz ab – das Schloss Gayenhofen aber blieb bis 1936 ihr Privatbesitz.
1872 erhielt die Stadt durch die Bahnstrecke Lindau–Bludenz ihren ersten Eisenbahnanschluss.

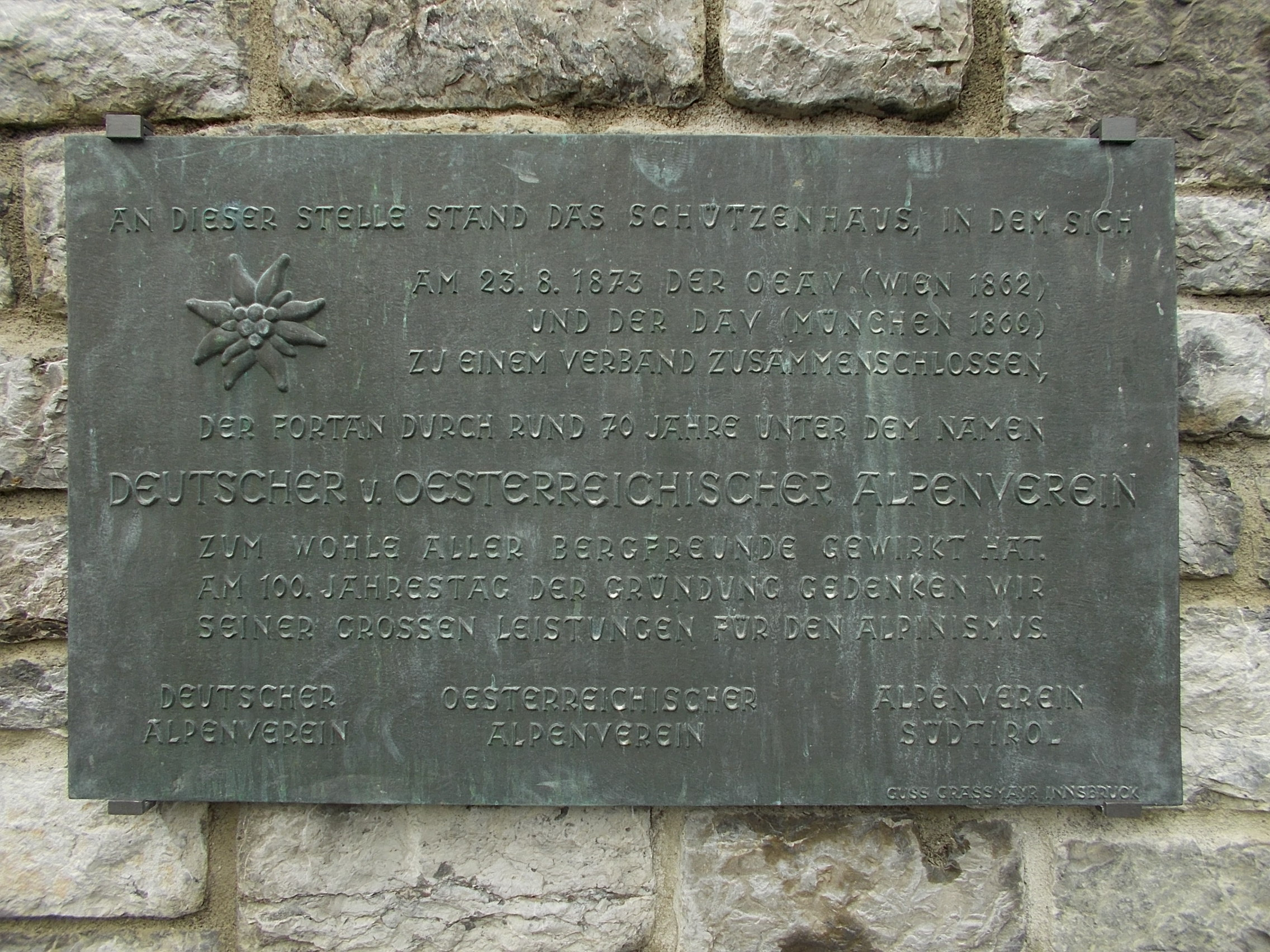
Gedenktafel zur Erinnerung an die Vereinigung von OeAV und DAV am 23. August 1873 am südlichen Treppenaufgang zum Schlosshotel (neben Schloss Gayenhofen)

Am 23. August 1873 fand im ehemaligen Schützenhaus neben dem Schloss Gayenhofen der Zusammenschluss von Österreichischem und Deutschem Alpenverein zum Deutschen und Oesterreichischen Alpenverein (DuOeAV) statt.
Nach der Errichtung der Buntweberei (1871) und im Gefolge des Baus der Arlbergbahn (1884) ließ sich in Bludenz eine große Zahl von Zuwanderern aus Trentino, dem damaligen „Welschtirol“, nieder. Der vornehmlich von ihnen bewohnte Stadtteil wurde bald als „welsches Viertel“ bezeichnet. Um 1900 war fast ein Fünftel der Bludenzer Einwohnerschaft italienischer Muttersprache.
Als sich Vorarlberg zur Zeit der ärgsten wirtschaftlichen Not von der neu entstandenen Republik Deutsch-Österreich zu trennen und der Schweizer Eidgenossenschaft anzuschließen versuchte, sprach sich Bludenz bei der Abstimmung im Mai 1919 neben zwei Dörfern im Bregenzerwald als einziger größerer Ort des Landes dagegen aus.

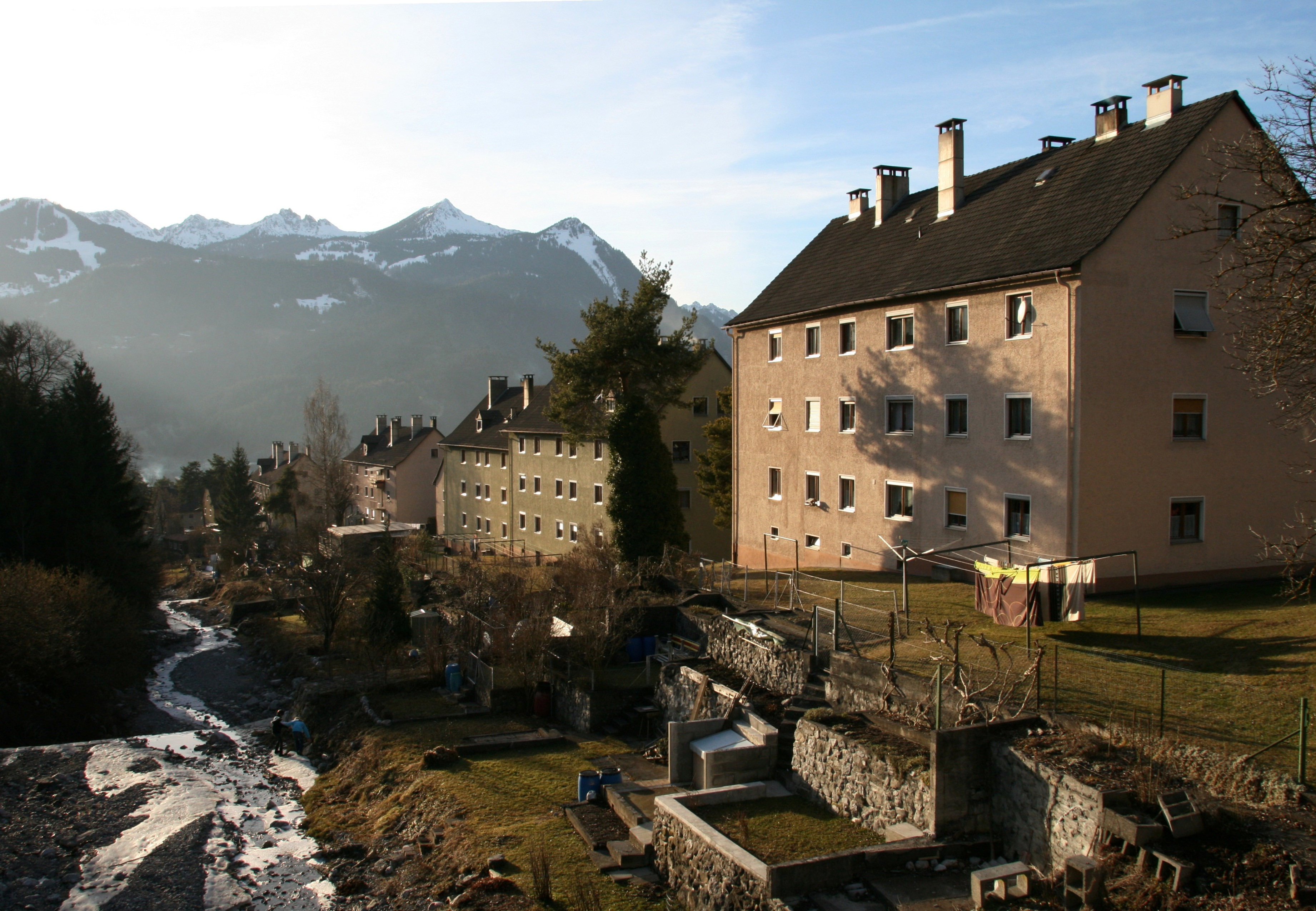
Südtiroler Siedlung von der Daneubrücke. Die Beeteinfassungen und andere Bauten im Nahbereich des Galgentobelbaches wurden inzwischen zugunsten eines besseren Abflusses abgerissen.

Nach dem Anschluss Österreichs an das Deutsche Reich 1938 wurde Bludenz zur Kreisstadt im Reichsgau Tirol-Vorarlberg. Kreisleiter waren Hans Bernard und Wernfried Richter. Das Hitler-Mussolini-Abkommen im Jahr 1939 bewirkte die Errichtung der Südtiroler-Siedlung von 1942–1947. Sie besteht aus zweigeschoßigen Wohnhäusern, zu einem großen viereckigen Hof zusammengeschlossen, mit rundbogigen Tordurchfahrten. Der talseitige Hauptzugang ist von der Sonnenbergstraße.
Der Turm der Heilig-Kreuz-Kirche diente ab 1943 als Flugbeobachtungsstelle, und auf dem Muttersberg wurde eine Flugwache installiert. Beim Bürser Umspannwerk sowie am Bludenzer Bahnhof wurden 1943/1944 Fliegerabwehrgeschütze stationiert und im Unterstein sowie in der Mokry jeweils ein Luftschutzstollen errichtet. Bludenz wurde im Mai 1945 durch französische Truppen von der NS-Diktatur befreit und war in der Folge von 1945 bis 1955 Teil der französischen Besatzungszone in Österreich. Im Bezirk Bludenz, in den Lagern Mokry und Rungelin (auf dem Gebiet der heutigen Siedlung Beim Kreuz) befanden sich im Juni 1946 noch 182 politische Häftlinge. Einige Insassen des Lagers Rungelin sollen im Letziwald oberhalb von Lorüns den sogenannten „politischen Weg“ angelegt sowie Forstarbeiten vorgenommen haben.

### 21. Jahrhundert
Seit Anfang des 21. Jahrhunderts wirbt Bludenz mit dem Prädikat „Alpenstadt Bludenz“.

### Bevölkerungsentwicklung
| Bludenz: Einwohnerzahlen von 1869 bis 2024 | Bludenz: Einwohnerzahlen von 1869 bis 2024 | Bludenz: Einwohnerzahlen von 1869 bis 2024 | Bludenz: Einwohnerzahlen von 1869 bis 2024 | Bludenz: Einwohnerzahlen von 1869 bis 2024 |
| ------------------------------------------ | ------------------------------------------ | ------------------------------------------ | ------------------------------------------ | ------------------------------------------ |
| Jahr                                       |                                            |                                            |                                            | Einwohner                                  |
| 1869                                       | 1869                                       |                                            | 2.466                                      | 2.466                                      |
| 1880                                       | 1880                                       |                                            | 3.151                                      | 3.151                                      |
| 1890                                       | 1890                                       |                                            | 4.501                                      | 4.501                                      |
| 1900                                       | 1900                                       |                                            | 5.361                                      | 5.361                                      |
| 1910                                       | 1910                                       |                                            | 5.870                                      | 5.870                                      |
| 1923                                       | 1923                                       |                                            | 6.019                                      | 6.019                                      |
| 1934                                       | 1934                                       |                                            | 7.583                                      | 7.583                                      |
| 1939                                       | 1939                                       |                                            | 7.738                                      | 7.738                                      |
| 1951                                       | 1951                                       |                                            | 10.178                                     | 10.178                                     |
| 1961                                       | 1961                                       |                                            | 11.127                                     | 11.127                                     |
| 1971                                       | 1971                                       |                                            | 12.273                                     | 12.273                                     |
| 1981                                       | 1981                                       |                                            | 12.891                                     | 12.891                                     |
| 1991                                       | 1991                                       |                                            | 13.369                                     | 13.369                                     |
| 2001                                       | 2001                                       |                                            | 13.701                                     | 13.701                                     |
| 2011                                       | 2011                                       |                                            | 13.701                                     | 13.701                                     |
| 2021                                       | 2021                                       |                                            | 14.946                                     | 14.946                                     |
| 2024                                       | 2024                                       |                                            | 15.139                                     | 15.139                                     |
| Quelle(n): Statistik Austria               |                                            |                                            |                                            |                                            |

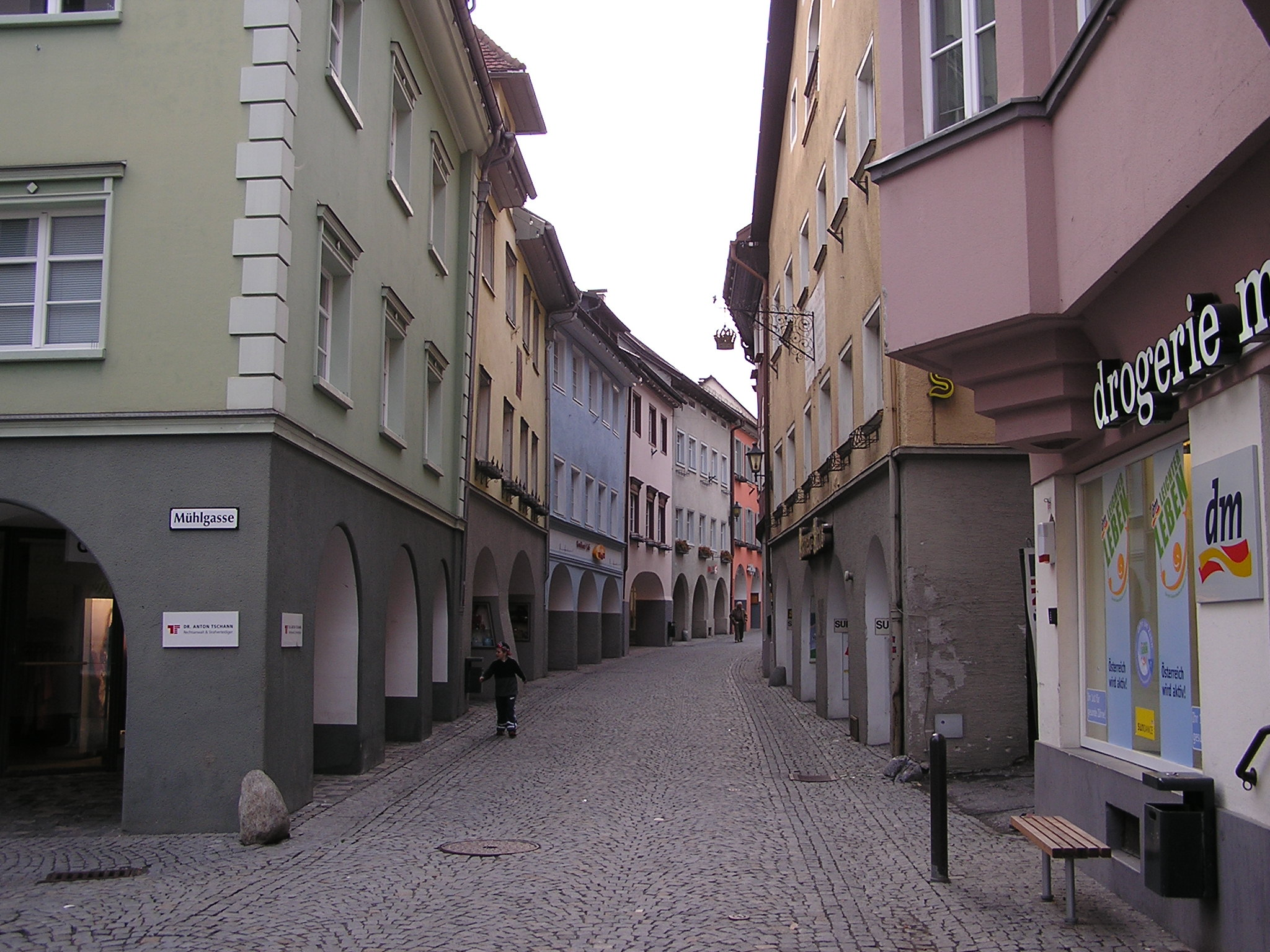
Der als Fußgängerzone gestaltete Mittelabschnitt der Werdenbergerstraße vor dem Umbau des Kronenhauses (Haus hinter dem Pfosten)

1967 war etwa die Hälfte der Einwohner in der Stadt geboren. 40 Prozent stammten aus dem übrigen Österreich und zehn Prozent aus dem Ausland. Vor allem in den 1970er- und 1980er-Jahren gab es einen starken Zuzug ausländischer Arbeitskräfte, die hauptsächlich in den Industriebetrieben Beschäftigung fanden.
Ende 2002 lag der Ausländeranteil bei 16,9 Prozent. Mit den angrenzenden Gemeinden, insbesondere Nüziders und Bürs, bildet Bludenz ein einheitliches Siedlungs- und Wirtschaftsgebiet mit rund 25.000 Einwohnern.

## Kultur und Sehenswürdigkeiten

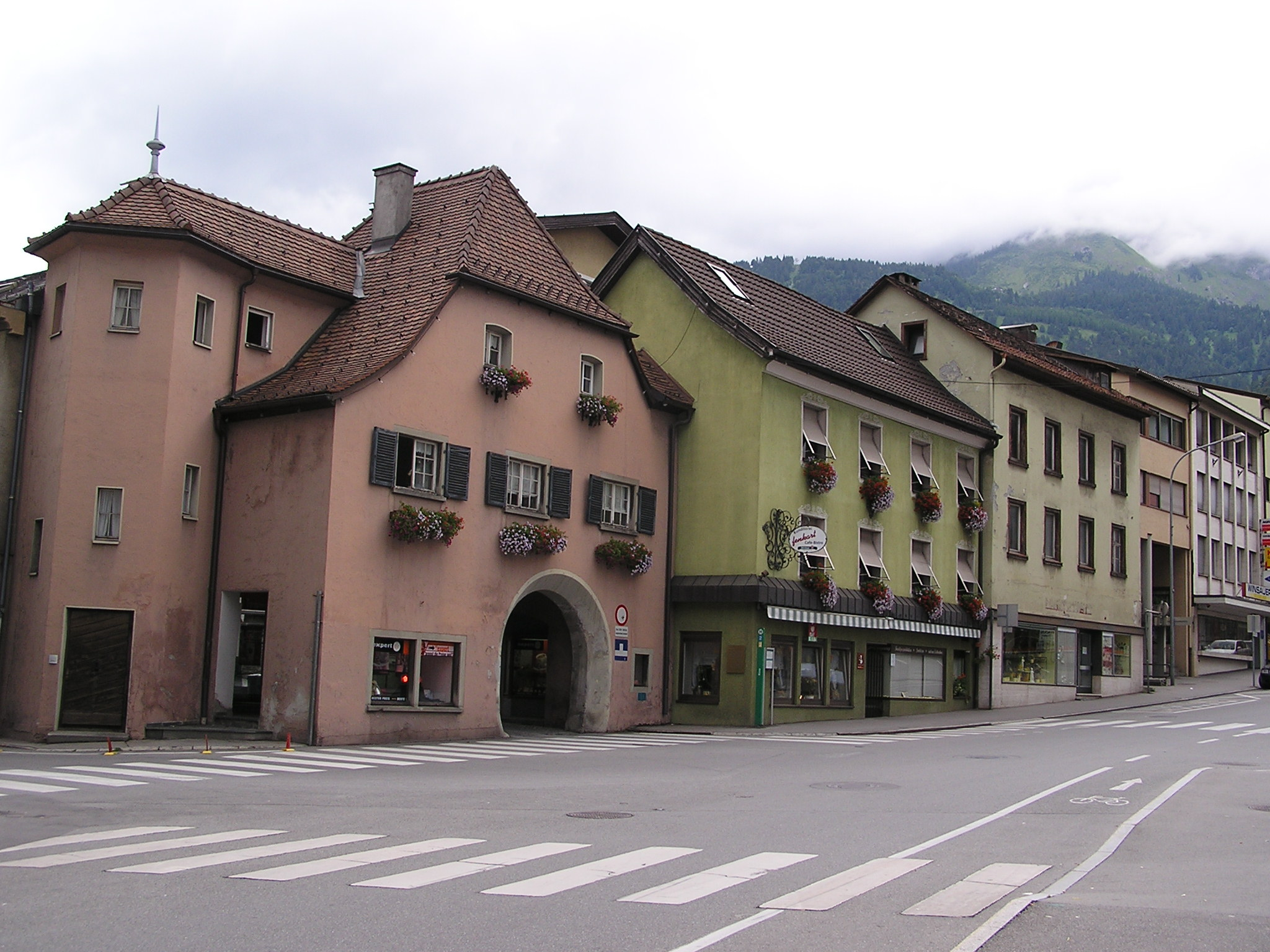
Unteres Tor

- Stadtbefestigung Bludenz

### Kirchen und Klöster
- Laurentiuskirche
- Stadtpfarrkirche Hl. Kreuz
- Pfarrkirche Südtirolersiedlung
- Pfarrkirche Bings

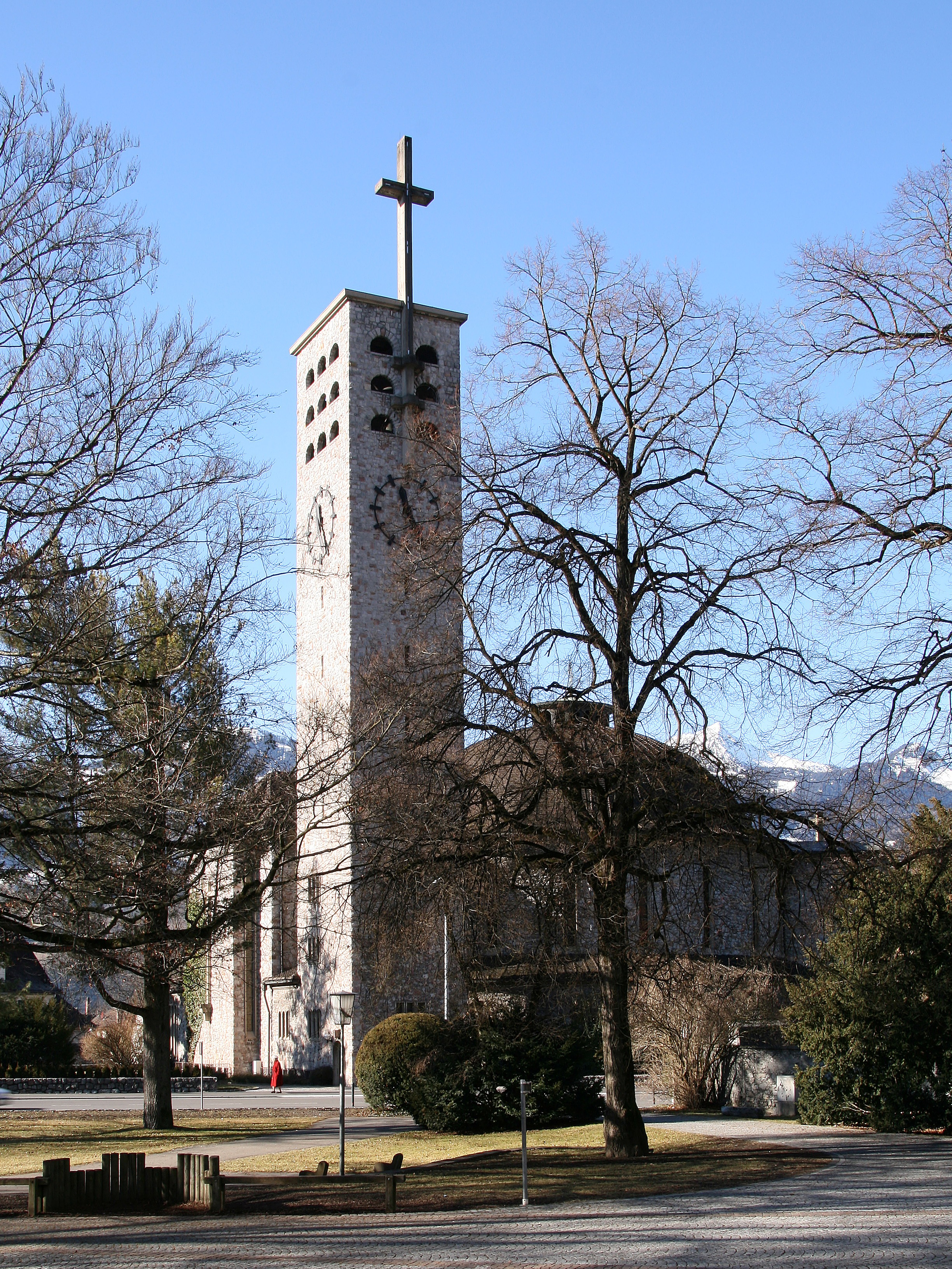
Hl.-Kreuz-Kirche

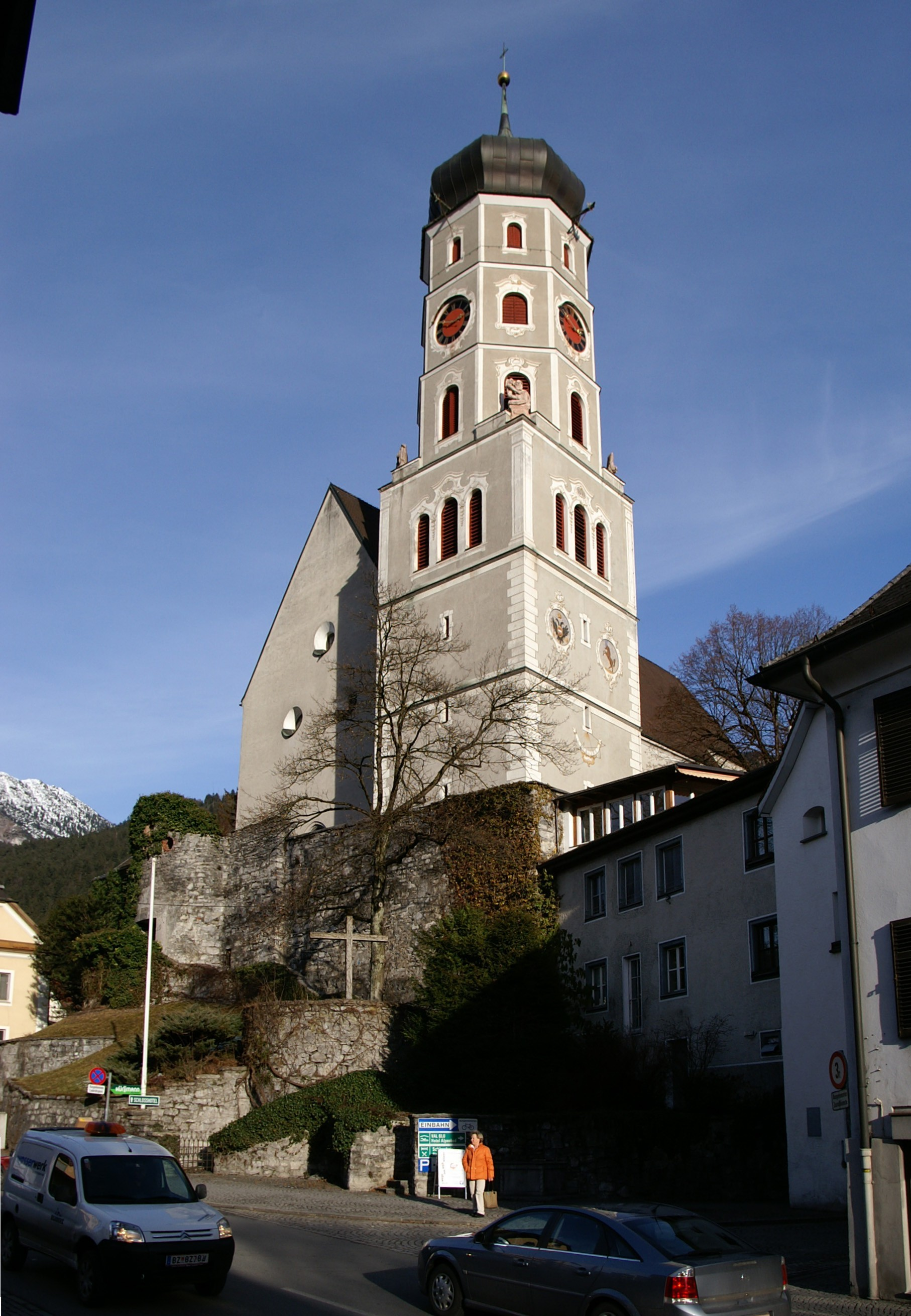
Laurentiuskirche

- Ehemalige Spitalskirche in der Kirchgasse
- Dominikanerinnenkloster Sankt Peter
- Franziskanerkloster (früher Kapuzinerkloster) und Klosterkirche
- Antoniuskirche in Rungelin
- Evang. Pfarrkirche zum Guten Hirten
- Neuapostolische Kirche Bludenz

### Schlösser und Profanbauten

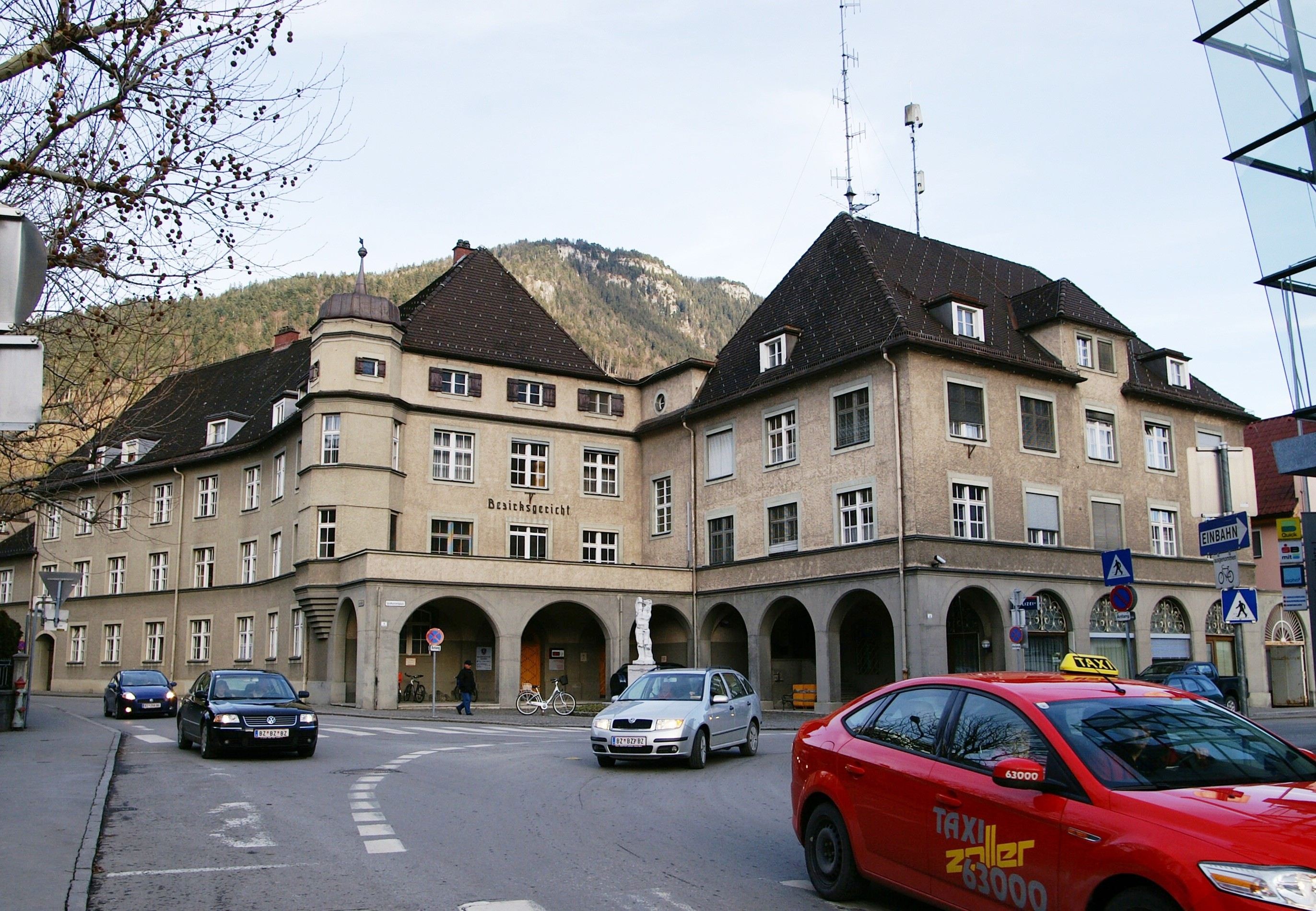
Bezirksgericht Bludenz (von Willibald Braun)

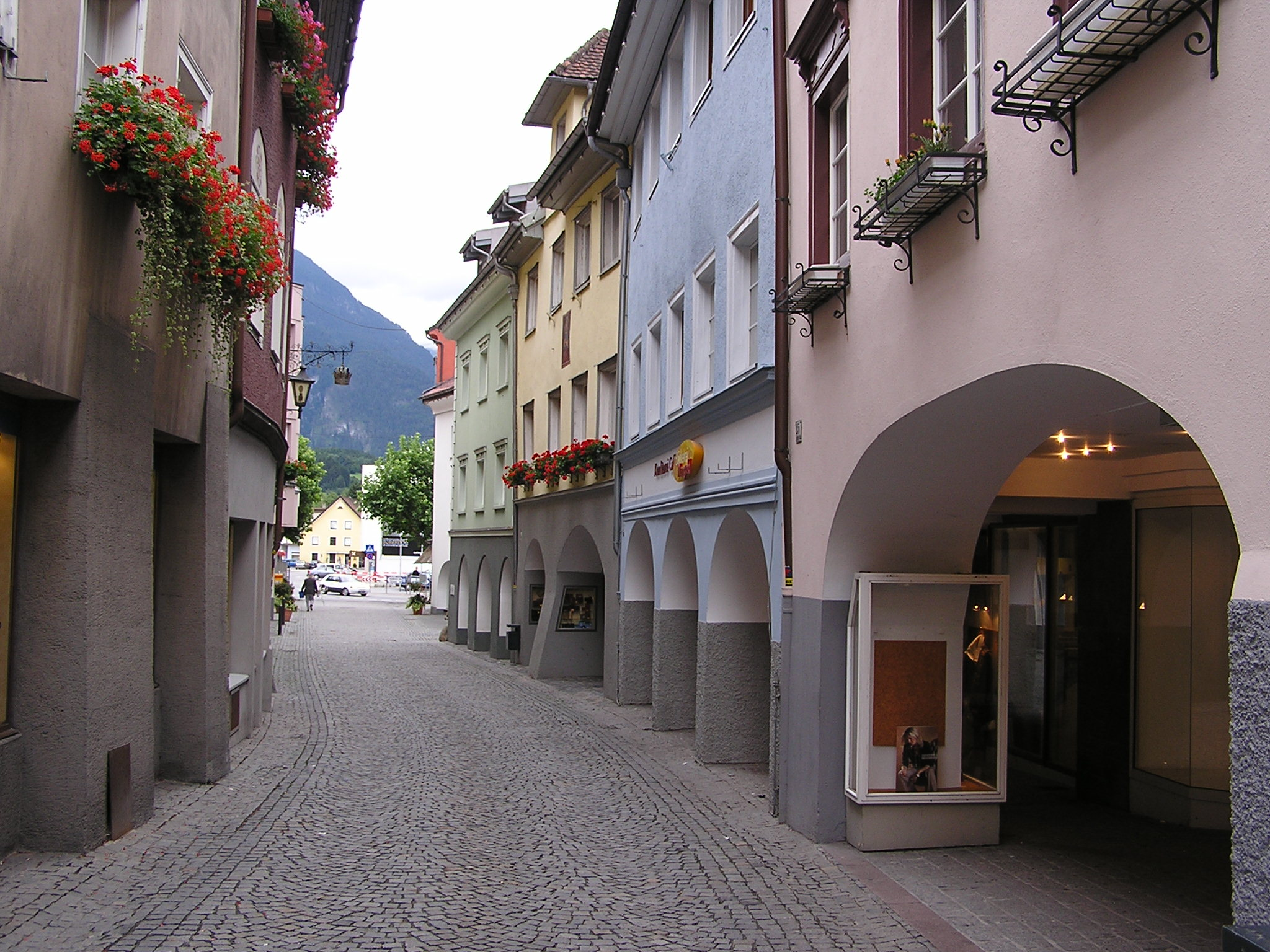
Laubengänge in der Werdenbergerstraße

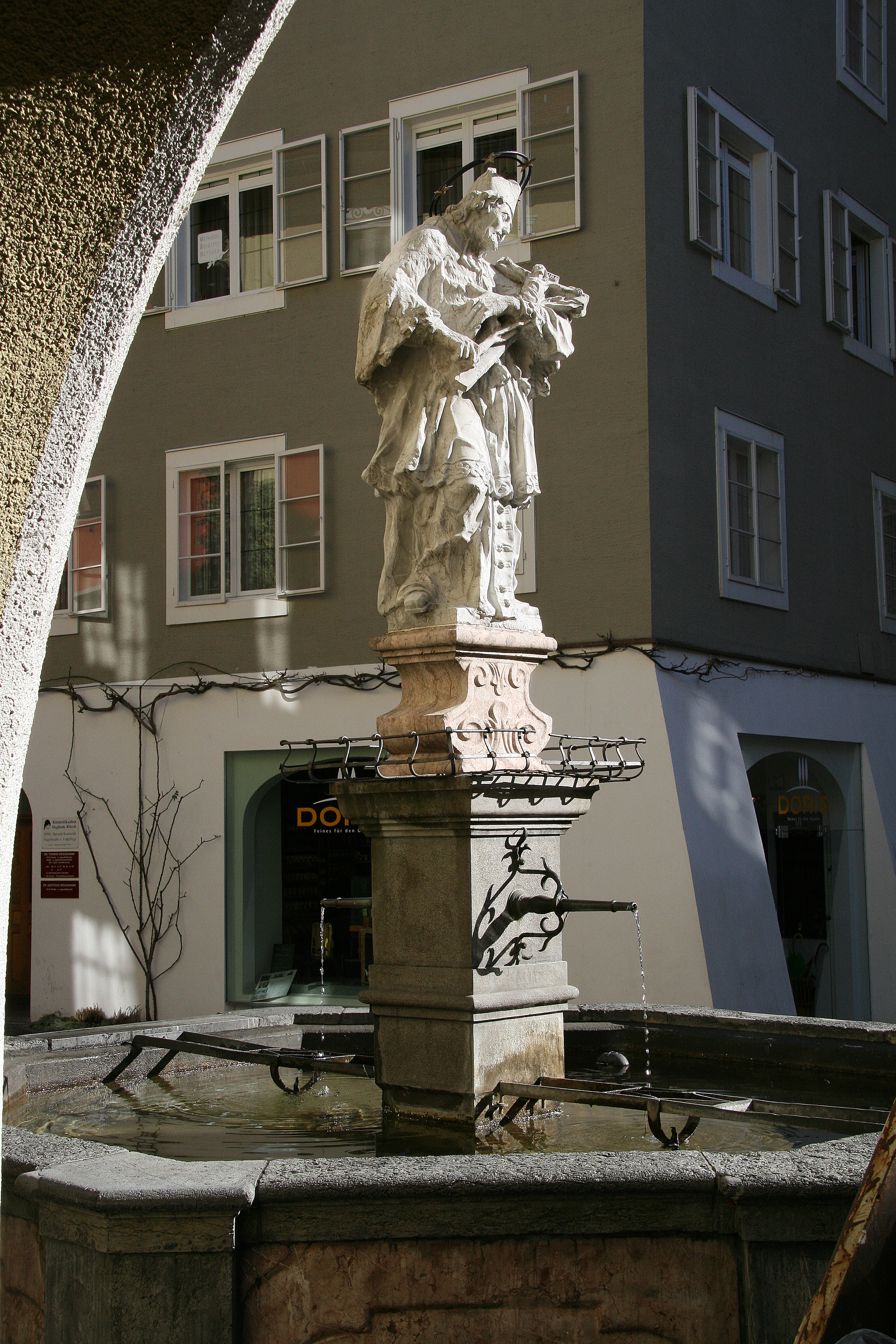
Nepomukbrunnen

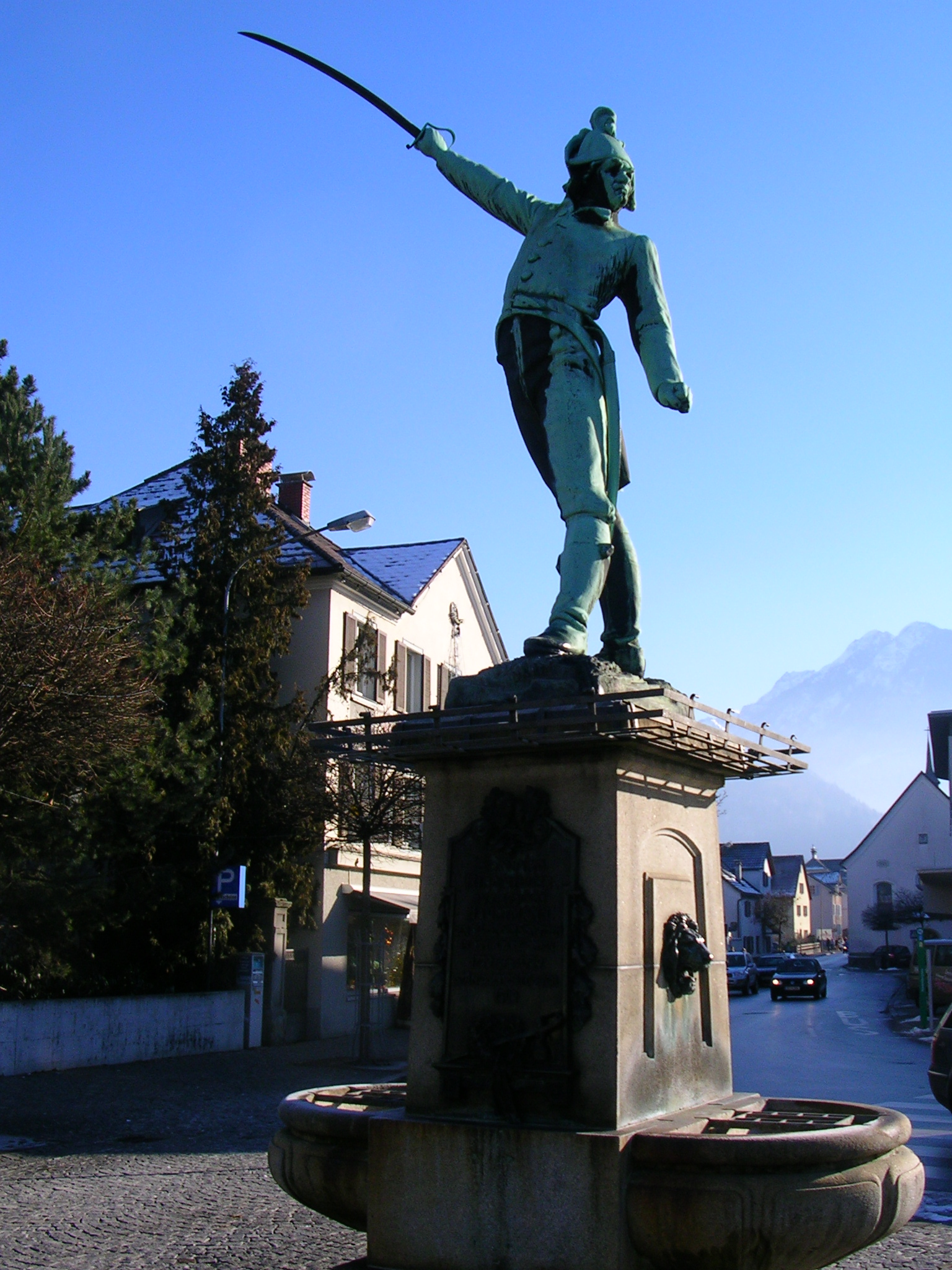
Riedmiller-Denkmal

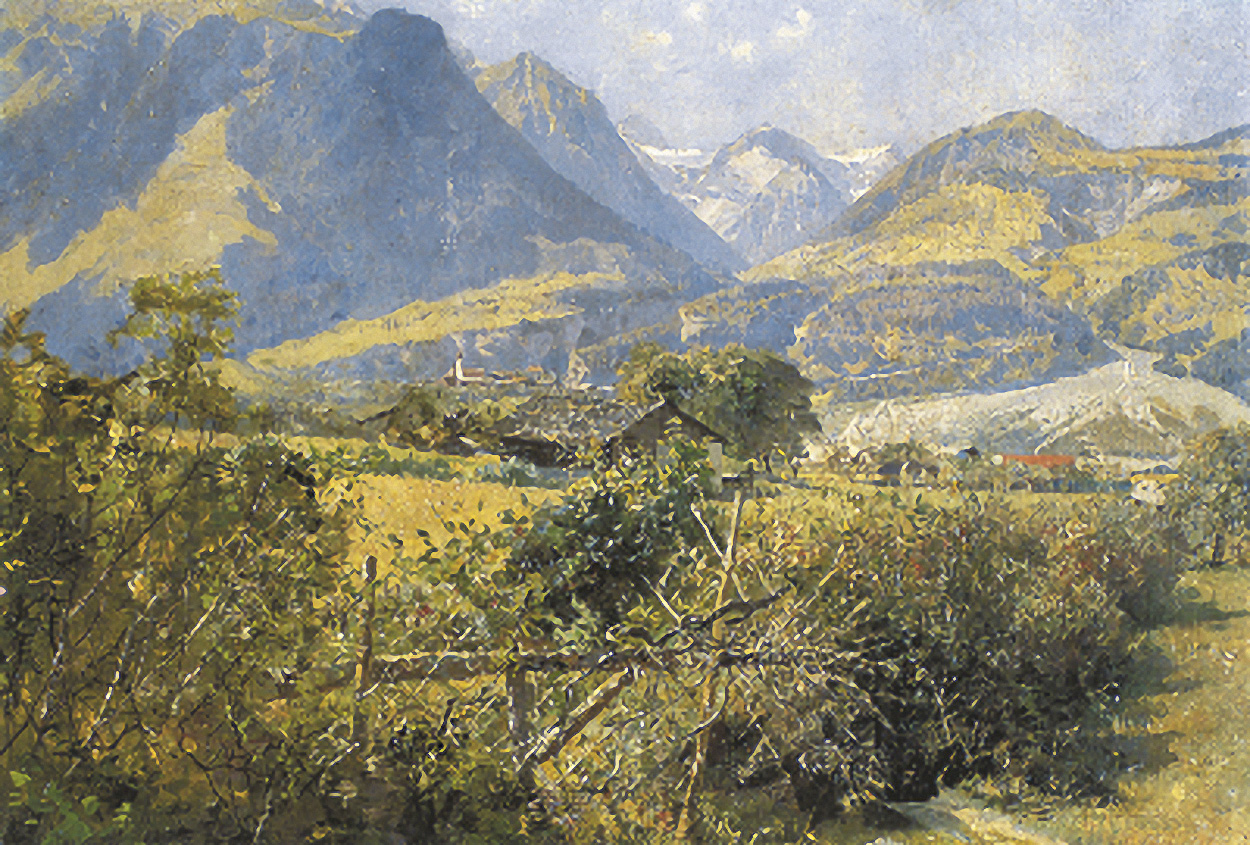
Bludenz gegen Brandnertal (Jakob Jehly um 1890)

- Schloss Gayenhofen

Das Schloss liegt im baulichen Ensemble mit der Pfarrkirche beherrschend über der Stadt und dient heute als Amtsgebäude der Bezirkshauptmannschaft Bludenz.
- Baumwollspinnerei der Fabrik Getzner (1883–1886)

Die Spinnerei in Klarenbrunn ist ein besonderes Beispiel des Vorarlberger Industriebaus, wie er aus englischen Quellen über Schweizer Firmen ins Land kam.
Der ausgewogene, langgestreckte zweigeschoßige Backsteinbau wurde vom Ingenieurbüro John Felber aus Manchester entworfen und besitzt eine signifikante Pfeiler- sowie Eisenstruktur. Hier entstand eine Synthese zwischen den alten mehrgeschoßigen Saalbauten mit Holzkonstruktion und den alten „Industrie-Sheds“.
Der Bau ist in seiner konstruktiven und funktionellen Konzeption ein markantes Beispiel des Industriebaus aus dem späten 19. Jahrhundert.
- Bezirksgericht (1927–1929)

Bau von Willibald Braun
- Laubengänge in der Werdenbergerstraße

Diese Straße ist nach den Grafen von Werdenberg-Montfort benannt, den einstigen Herren von Bludenz. Rechts und links wird sie von Bürger- und Patrizierhäusern eingerahmt, welche nach dem Stadtbrand 1638 entstanden sind. Sehenswert sind ihre prächtigen Fassaden, Giebel und Tore. Südländisch anmutend sind die Laubengänge, die die Fußgängerzone fast zu einer überdachten Innenstadt machen. Zwei der nach dem Stadtbrand 1638 erbauten Häuser in der Werdenbergerstraße, das „Getzner“-Haus (Gastronomie und Büros) und das Tschofenhaus (Restaurant und Hotel; Fassadengestaltung von Konrad Honold, 1964), wurden im Zuge des Innenstadterneuerungsprozesses 2017/18 denkmalgerecht umgebaut.
- Dörflingerhaus: Dieses Haus in der Rathausgasse wurde schon im Jahr 1365 erwähnt und beherbergt ein Café.
- Villa Obdorfweg 1
- Nepomukbrunnen (1730)

Der von Johann Ladner gestaltete Brunnen stellt den hl. Nepomuk dar, der als Schutzpatron gegen Verleumdungen und Verdächtigungen gilt.
- Riedmiller-Denkmal

Dieses Denkmal für Bernhard Riedmiller, einen Hauptmann der Bludenzer Schützen in den Napoleonischen Kriegen (1796–1799), wurde 1905 von Georg Matt gestaltet. Als Denkmalstifter scheinen die Gebrüder Neyer auf. Die Familie Neyer führte den Namen „Deli Neyers“ oder „Tille Neyers“, nach Franz Fidel Neyer benannt. Ein Vorfahre mit dem Namen Fidel Neyer kämpfte 1799 mit seinen Brüdern ehrenvoll in der Kompanie Riedmillers. Ein Andreas Neyer wird im Jahr 1796 als Fähnrich urkundlich genannt. Mindestens fünf Neyer – so viele Personen wie aus keinem anderen Bludenzer Bürgergeschlecht – beteiligten sich an den Abwehrkämpfen gegen die Franzosen. Die Brüder Neyer, aus einer sehr alten Bludenzer Bürgerfamilie stammend, die schon 1472 urkundlich erwähnt ist, waren vermögend und setzten somit auch ihrer Familie ein Denkmal. Mit der für dieses Monument aufgewendeten Geldsumme von 16.000 Kronen konnte damals ein kleines Haus in der Bludenzer Altstadt erworben werden. Von den vier Denkmalstiftern erlebte nur der Gastwirt und Ökonom Lorenz Neyer die Denkmalenthüllung.

### Museen
In Bludenz gibt es das Stadtmuseum Bludenz im Oberen Tor und das Brauereimuseum Fohrenburg Bludenz in der alten Schreinerei des Brauereisitzes. Das Brauereimuseum zeigt kultige Bierflaschen, frühere Werbemotive und historische Utensilien zur Biererzeugung.

### Kulturzentrum
Ein Kulturzentrum von Bludenz ist die 1998 eröffnete „Remise“. Auf dem Programm stehen das ganze Jahr hindurch Konzerte von Alter Musik über Weltmusik bis hin zu Jazz, Kabarett, Theater, Lesungen, Filmvorführungen und Ausstellungen. Das Landesstudio Vorarlberg des ORF zeichnete dort hin und wieder Konzerte auf und strahlte diese aus. Eine Gastwirtschaft ist an die „Remise“ angeschlossen.

### Veranstaltungen
- Seit 1988 gibt es mit den Bludenzer Tagen zeitgemäßer Musik ein Festival für Neue bzw. Zeitgenössische Musik.
- Das ALPINALE Kurzfilmfestival wurde 1985 in Bludenz gegründet und begrüßt jährlich rund 2.000 Besucher. Von 2003 bis 2019 war Nenzing Veranstaltungsort. 2020 kehrte das Festival wieder nach Bludenz zurück.
- Das Jazz & Groove Festival in der Bludenzer Innenstadt und auf dem Remise-Vorplatz präsentiert drei Abende lang hochkarätige Jazz-, Funk- und Blues-Musiker.
- Unikat B ist eine internationale Verkaufsausstellung für zeitgenössische Angewandte Kunst und Design, die in den historischen Räumen des Schlosses Gayenhofen in Bludenz stattfindet.[25]

## Wirtschaft und Infrastruktur

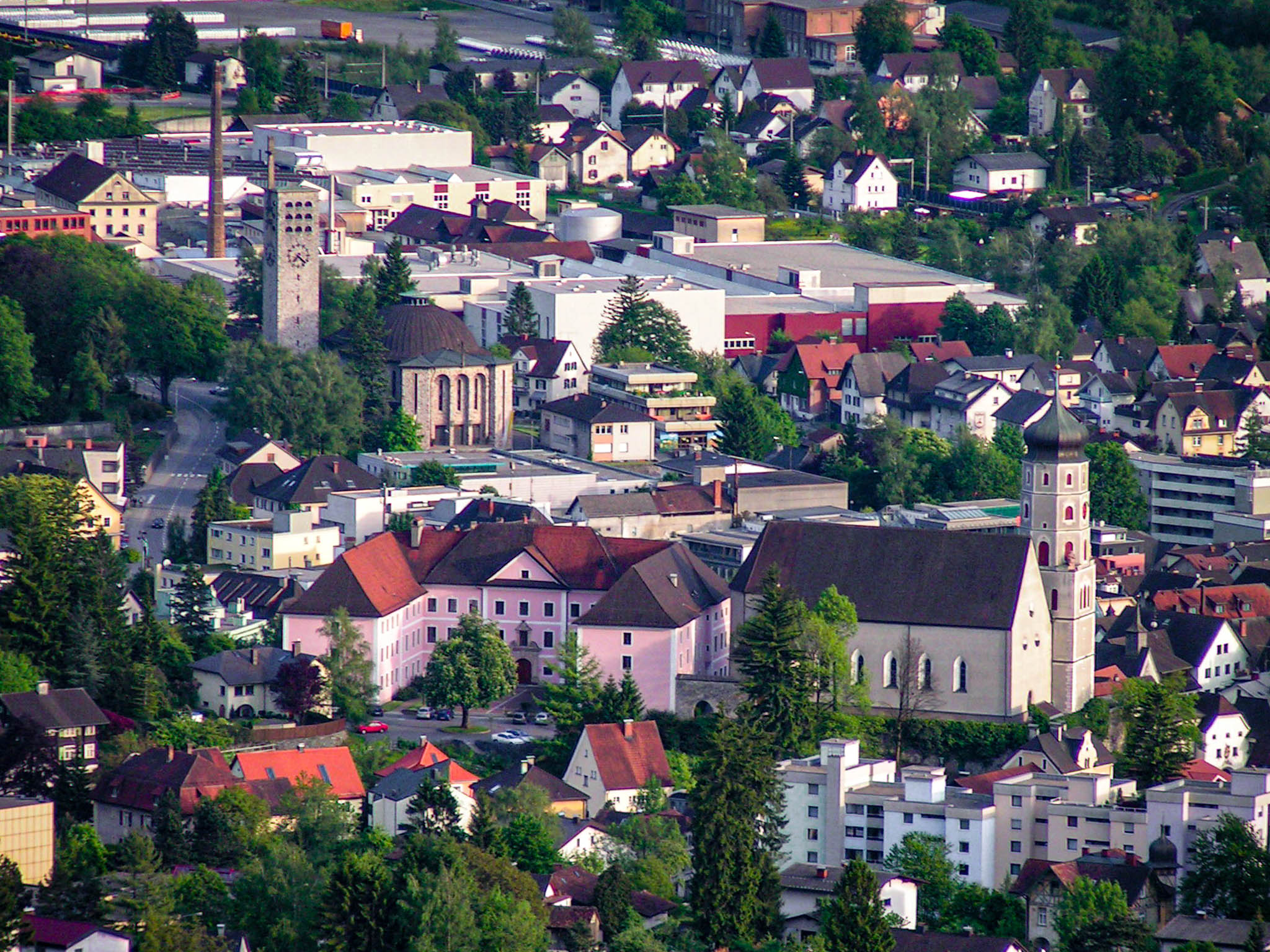
Blick auf Bludenz von Nordwesten: Hl.-Kreuz-Kirche, Schloss Gayenhofen und Laurentiuskirche (von links)

### Unternehmen
Die größten privatwirtschaftlichen Unternehmen in Bludenz sind die Firma Getzner Textil (gegründet von Christian Getzner), die Brauerei Fohrenburg sowie die Schokoladenfabrik Suchard und der Kraftwerksanlagenbauer Bertsch. Weitere größere Betriebe sind die ÖBB, welche in Bludenz umfangreiche Anlagen betreiben, sowie die Stadtverwaltung (etwa 270 Mitarbeiter) und das Landeskrankenhaus.
1903 siedelte sich in Bludenz der Schweizer Uhrenfabrikant Obrecht & Co im Hause des Fabrikanten „Dörler“ in der Rathausgasse an. 1906 übersiedelte die Produktion der Taschenuhren in das neue Gebäude in der Klarenbrunnstraße, und die Uhrenfabrik wurde 1922 bis 1967 als Plangg & Pfluger fortgeführt.
1834 gründete Karl Blum auf dem Gelände der abgebrannten Spinnerei „Brunnental“ die erste moderne Papierfabrik Vorarlbergs, und später übernahm das Gebäude der Schweizer Schokoladeproduzent Suchard. Die Schokoladenfabrik begann ihre Produktion in Bludenz 1888 als Tochterfabrik des Schweizer Stammhauses von Philipp Suchard. Alljährlich wird in der Innenstadt mit dem „Milka-Schokofest“ eine speziell auf Kinder und Familien abzielende Werbeveranstaltung abgehalten. Zum 25-jährigen Jubiläum 2008 kamen 30.000 Besucher.

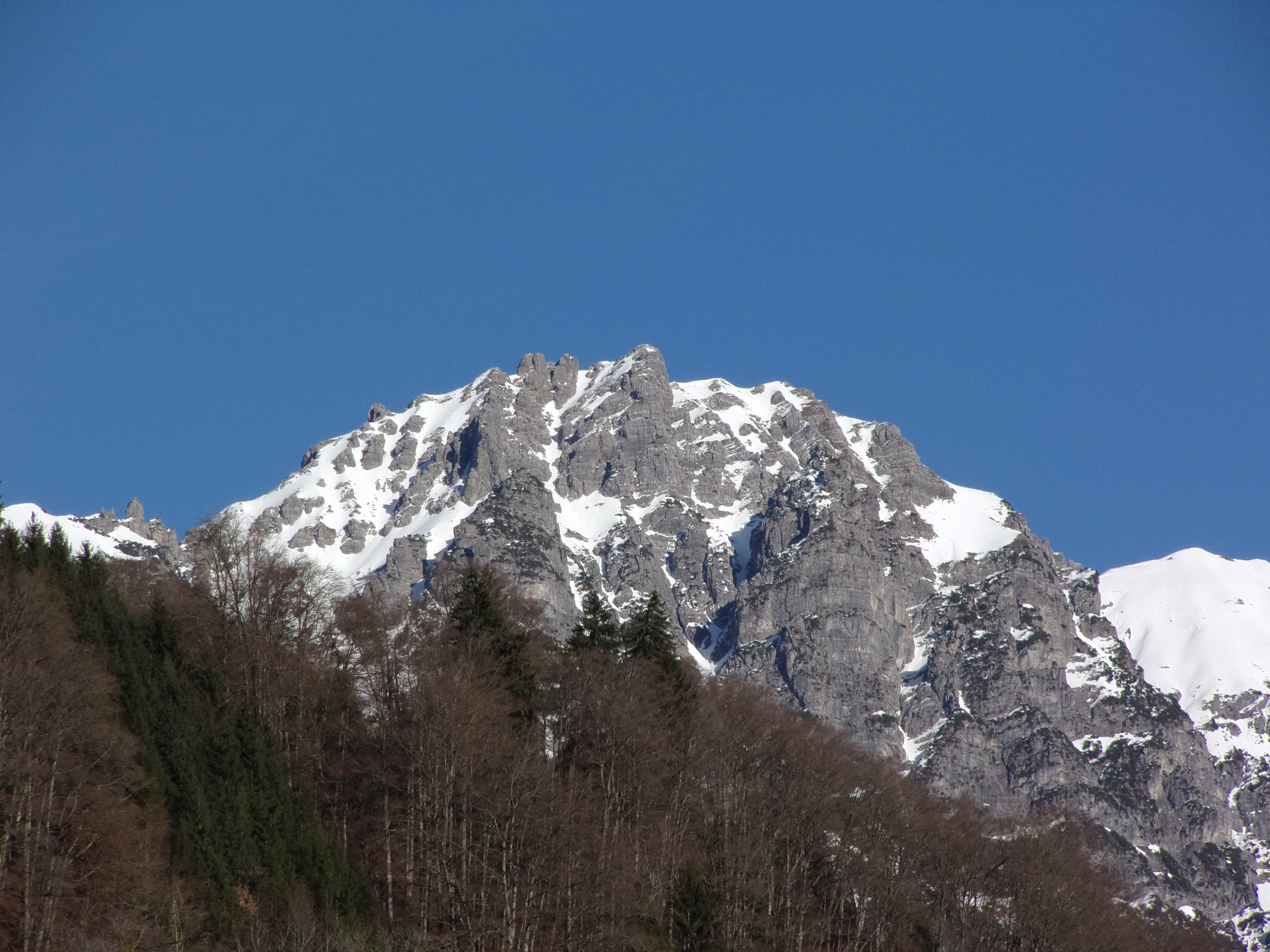
Das Weiße Rößle, mit 2214 Meter der höchste Berg der Stadt

Der Bludenzer Einzelhandel sieht sich durch die zwei an der Bludenzer Stadtgrenze auf Bürser Gemeindegebiet erbauten Einkaufszentren stark unter Druck. Heftige politische Auseinandersetzungen gab es um das neu erbaute Hallenbad „Valblu“, das Krankenhaus und die Kunsteisrodelbahn, sowie um ein Einkaufszentrum, das im alten Kronenhaus in der Bludenzer Altstadt errichtet wurde.
2003 gab es am Ort 260 Betriebe der gewerblichen Wirtschaft mit 3863 Beschäftigten und 282 Lehrlingen. Insgesamt wurden 6345 lohnsteuerpflichtige Erwerbstätige gezählt.
Die Verschuldung der Stadt lag 2008 bei 35,1 Millionen und 2018 bei 41,5 Millionen Euro. Mit den Voraussetzungen der Wirtschaftsdaten von 2023 würde Bludenz 49 Jahre zur Schuldentilgung benötigen.

### Schutzbauten und Vorkehrungen gegen Murgänge und Hochwasser

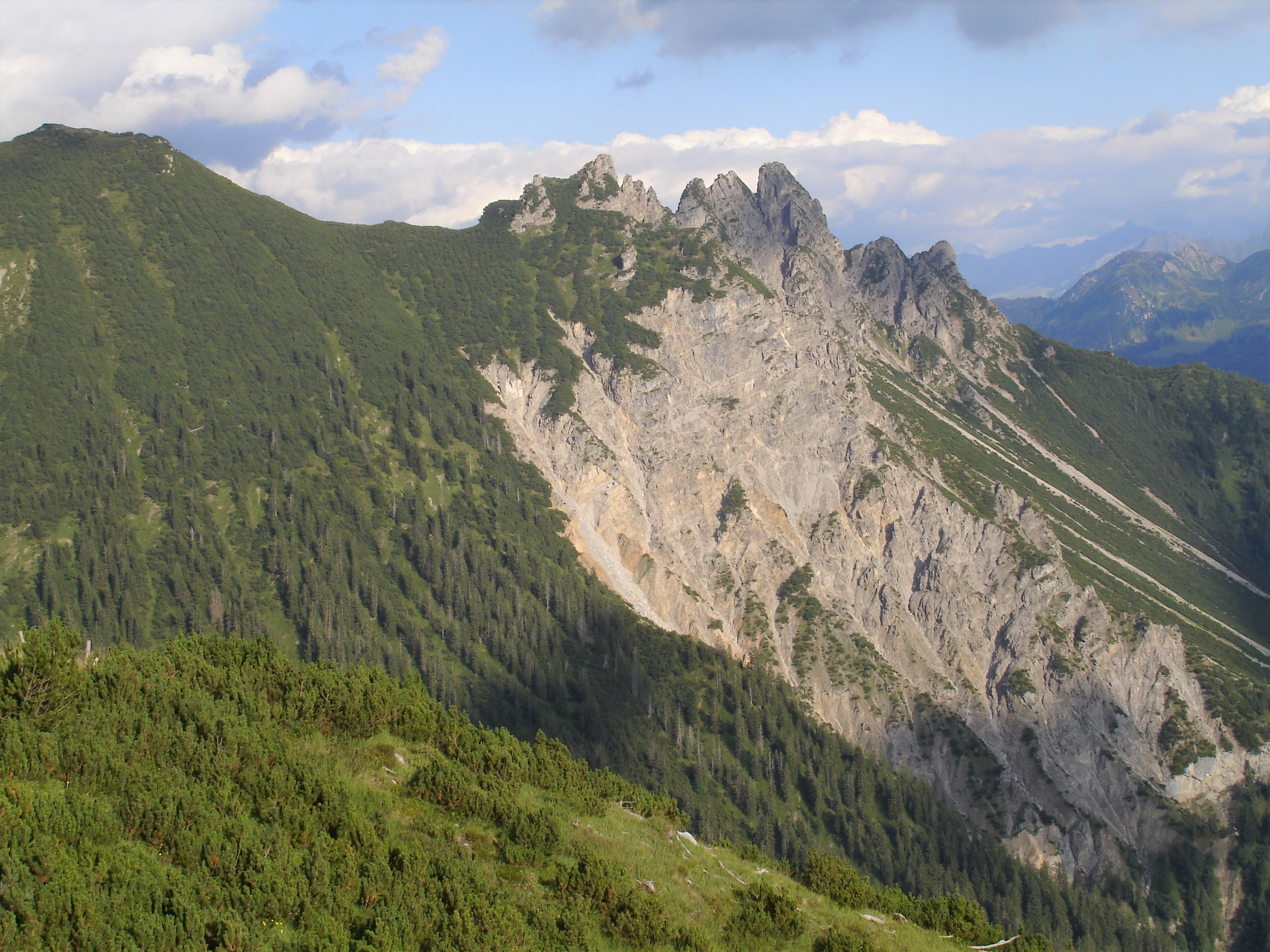
Diese Steilwände und Schutthalden liefern das Geschiebe, auf dem ein Teil von Bludenz steht und das die Stadt im Hochwasserfall bedroht.

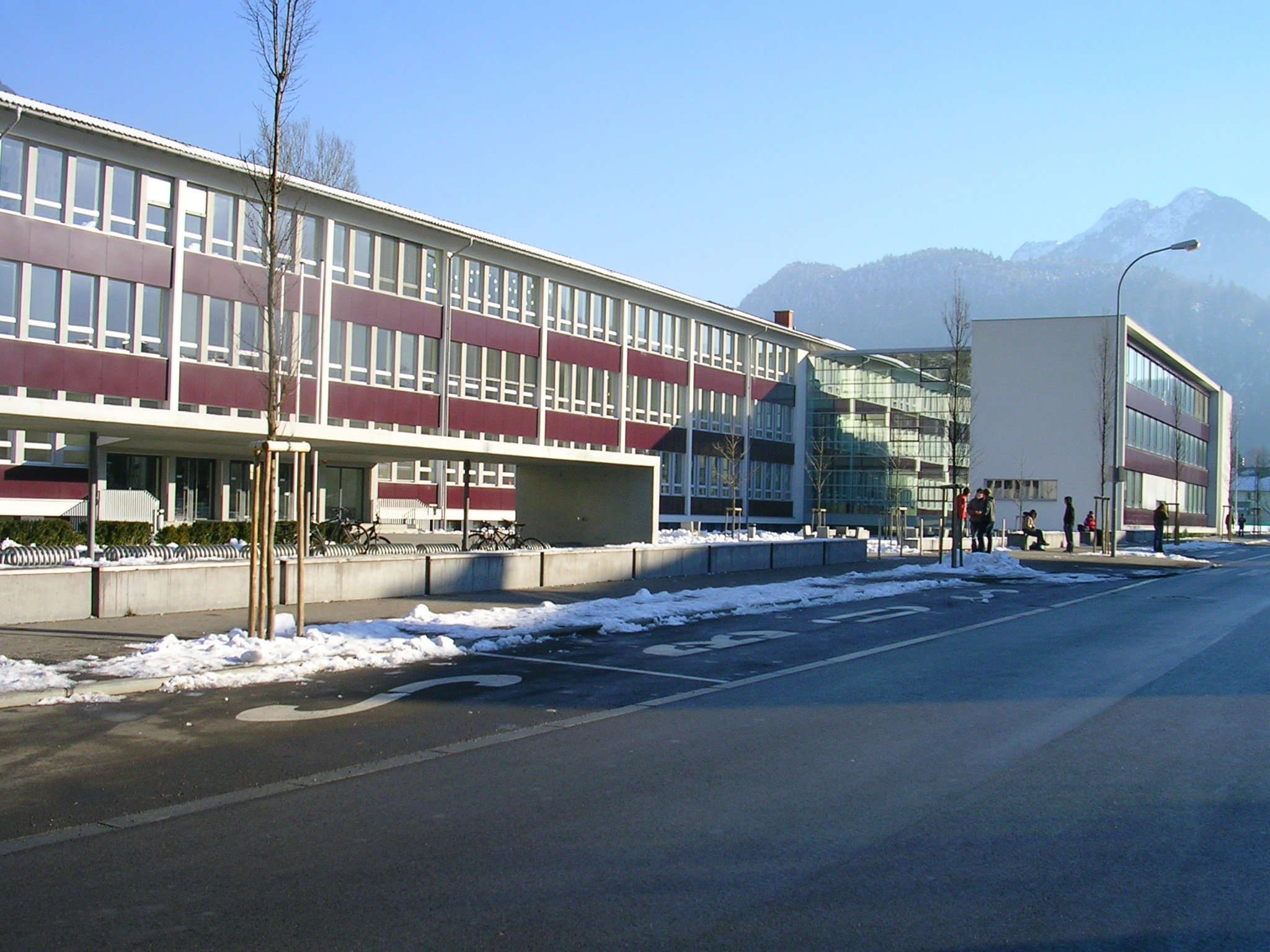
Bundesgymnasium und Bundesrealgymnasium Bludenz, Dezember 2007

Vor allem die teilweise senkrechten, mehrere hundert Meter hohen Felswände des 2009 m hohen Breithorns (auch Gaisberg genannt), der Elsspitze (1980 m) und der dazwischenliegenden Elsalptürme liefern ständig Verwitterungsmaterial, das vom Galgentobelbach je nach Wasserführung ins Stadtgebiet und im Extremfall sogar in die Ill transportiert werden kann. Obwohl zur Aufschüttung des 3,6 km² großen Schwemmkegels durch den Bach gewaltige Gesteinsmassen notwendig waren, gab es, soweit die Überlieferungen zurückreichen, dort keine verheerenden Schuttablagerungen. Deshalb existierten auch kaum bauliche Vorkehrungen gegen Murgänge.

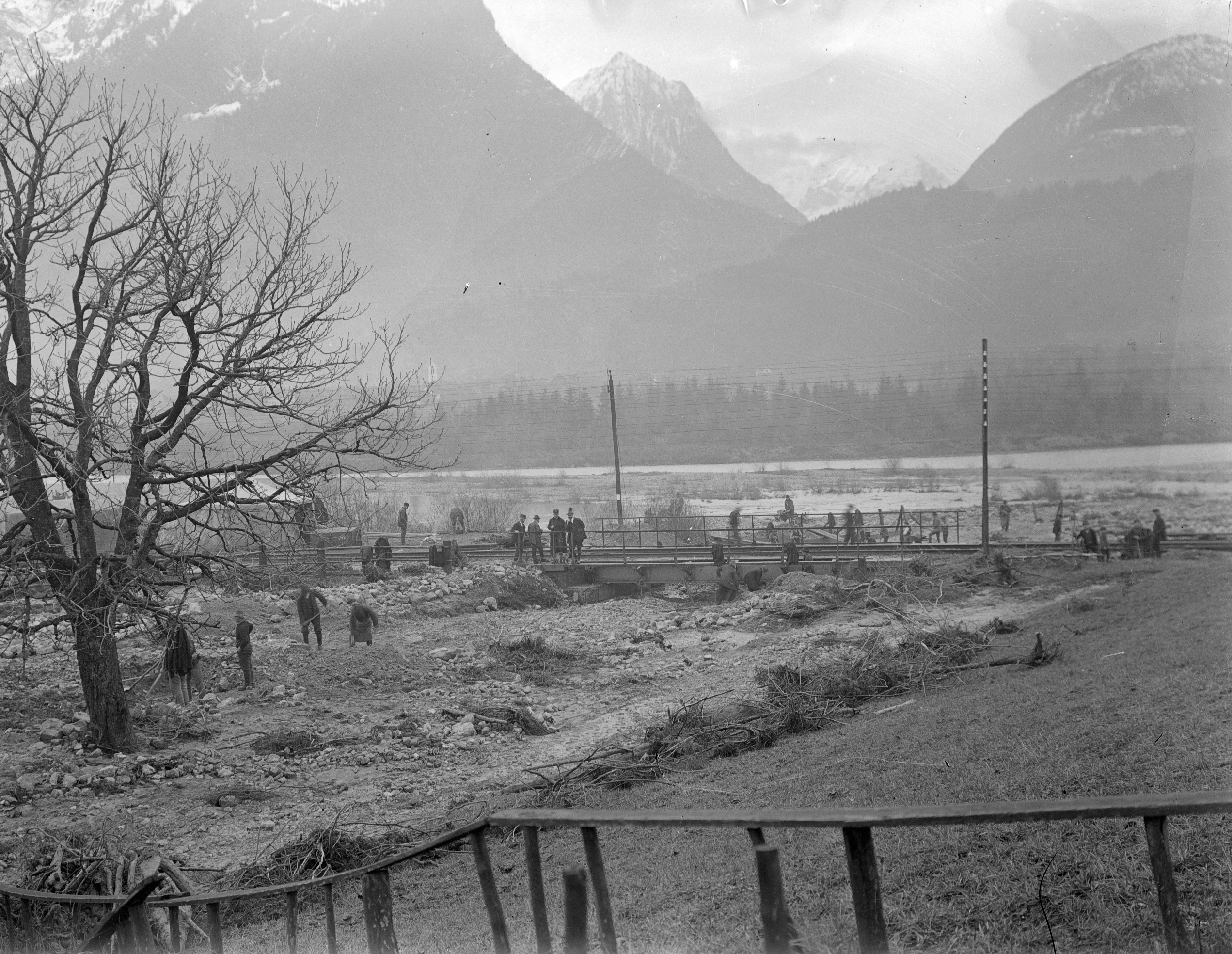
Murenabgang in Bludenz 1918

Als im Dezember 1918 nach einer Kältewelle ein Starkregen niederging, drang eine Mure bis zur Bahnstrecke Lindau–Bludenz vor. Infolgedessen wurden in den Seitenästen des Galgentobelbaches, vor allem im Muttersberg- und Mittlawaldtobel zu Füßen der o. g. Felswände, in den 1920er- und 1930er-Jahren erste Wildbachverbauungen errichtet.

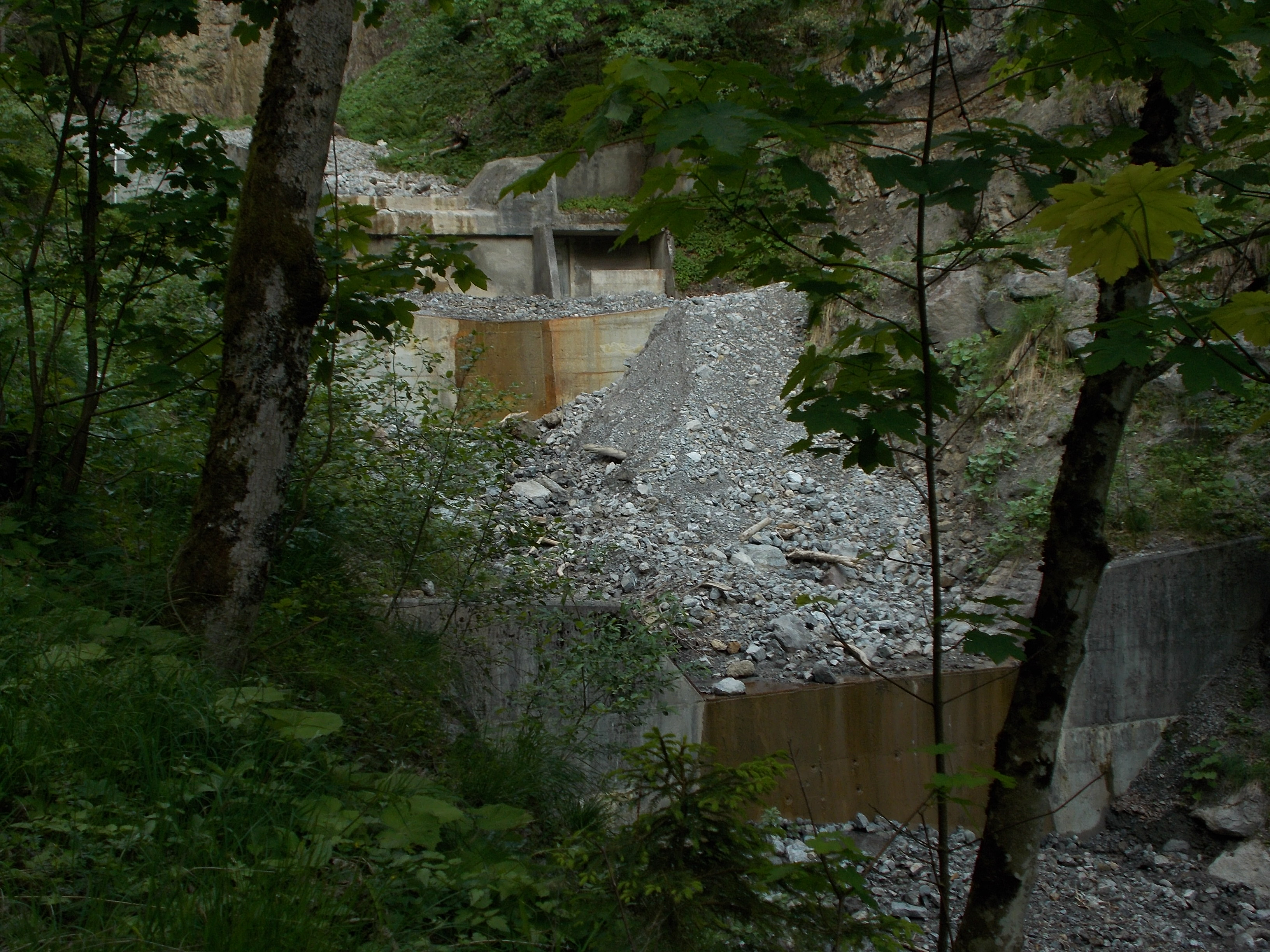
Von Sperrenbauwerken im Mittlawaldtobel gehaltenes, loses Geschiebe. Insgesamt liegen schätzungsweise 60.000 bis 100.000 m³ verfrachtbares Geschiebe in den Seitenästen des Galgentobels.

Nach dem Zweiten Weltkrieg wurde die Verbauung des Baches fortgesetzt. Ein mittleres Hochwasser im Dezember 1991, das wiederum durch starken, einer Kältewelle folgenden Regen verursacht war, lagerte im Unterlauf ca. 20.000 m³ Geschiebe und Wildholz ab. Es richtete infolge der Baumaßnahmen jedoch nur relativ geringe Schäden an.
Die am nordöstlichen Ende der Südtiroler Siedlung auf 661 m Höhe gelegene Daneubrücke bildet weiterhin ein erhebliches Gefahrenpotential. Im Falle ihrer Verklausung durch Treibholz und Geröll würde der hochwasserführende Bach links und rechts der Brücke über die Ufer treten und sich aufgrund der konvexen Form der Oberfläche des Schwemmkegels durch die dichtbebaute Südtiroler Siedlung sowie durch das Obdorf wälzen. Deshalb wurde 2004 oberhalb der Brücke, am nordöstlichen Ende des leicht begehbaren Teils des Galgentobels, eine große Geröll- und Wildholz-Rückhaltesperre errichtet. Unterhalb dieser befinden sich noch ein maximal etwa 5000 m³ fassendes Geschiebeauffangbecken und eine Schlitzsperre. Weiterhin wurden in Hinterplärsch Dämme aufgeschüttet. Diese sollen, falls das Becken gefüllt ist, ein seitliches Ausbrechen des Baches begrenzen. Ein Teil der verschlissenen Schutzbauten aus der Vorkriegszeit musste bereits erneuert werden.
Im März 2007 stürzten etwa 10.000 m³ Fels ins Muttersbergtobel. Diese werden nun allmählich vom Bach abtransportiert und zeigen abermals die Notwendigkeit von Verbauungsmaßnahmen.

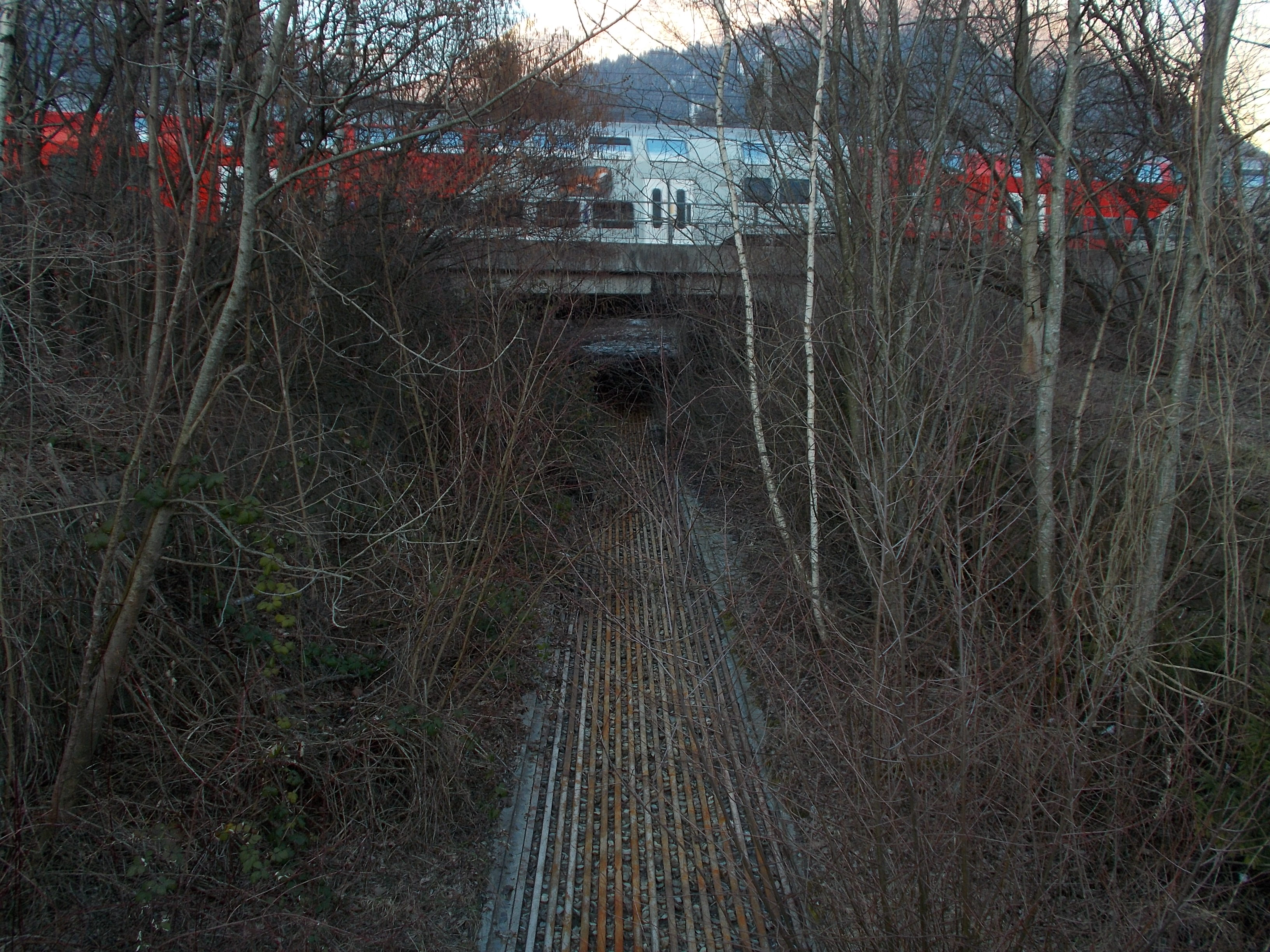
Mit Stahlschienen ausgekleideter Durchlass des Galgentobelbaches unter dem ÖBB-Gelände; bei geringer Wasserführung versickert das Wasser vor Erreichen des Durchlasses.

Ein weiteres Nadelöhr ist die sehr niedrige Durchleitung des Baches unter dem ÖBB-Gelände. Um dort die Gefahr einer Verklausung zu reduzieren, entstanden nördlich der nahegelegenen Bundesstraßenbrücke ein weiteres Auffangbecken für Feststoffe sowie eine zusätzliche Schlitzsperre. Die Sohle des Durchlasses unter den Gleisanlagen sowie des restlichen Bachlaufes bis zur Ill ist mit Stahlschienen belegt, damit Geröllbrocken durch die Schleppkraft des Wassers aus diesem neuralgischen Bereich rasch abtransportiert werden.
Bemessungsgrundlage für die Baumaßnahmen nach dem Hochwasser von 1991 waren ein Wolkenbruch mit 70 mm Regen innerhalb einer Stunde über dem gesamten Einzugsgebiet (7,2 km²) des Baches sowie ein Dauerregen mit 168 mm/d auf gefrorenen bzw. mit Wasser gesättigten Boden. Bei Ersterem wurde, je nach Berechnungsmodell, eine durchschnittliche Wasserführung von 42 bis 56 m³/s errechnet, bei Letzterem eine tägliche Wasserfracht des Baches von 750.000 m³, welche 75.000 m³ Geschiebe und Wildholz enthält. Eine durchschnittliche Wasserführung des Baches von 50 m³/s wird als ein „HQ 150“ (ein Hochwasser, das statistisch einmal in 150 Jahren auftritt), angesehen. Weiterhin war zu berücksichtigen, dass Geschiebe, das in die Ill vordrang, diese bereits mehrmals aufstaute und/oder nach Südwesten abdrängte.
Zahlreiche Gartenhäuschen der Südtiroler Siedlung und andere Bauten (siehe Bild oben) im Nahbereich des Baches wurden auf behördliche Anweisung hin abgerissen. Diese hätten entweder den Abfluss behindert, oder, vom Bach mitgerissen, zusätzliches Treibmaterial, welches Verklausungen begünstigt, geliefert.
Bei einem HQ 300 der Ill ist mit größeren Überschwemmungen im Stadtgebiet zu rechnen.
Weiterhin unterhält die illwerke vkw AG ein Typhon-Warnsystem, das die Bevölkerung im Montafon, in Bludenz, im Brandnertal und im Walgau vor Flutwellen warnen soll. Bei einem Bruch der Staumauer des Silvretta- oder Kopssees bei Vollstau würde die Flutwelle nach etwa 45 Minuten in Bludenz eintreffen und dieses bis auf eine Höhe von etwa 562 m. ü. A. unter Wasser setzen. Das Bahnhofsareal wäre dann etwa vier Meter hoch überflutet. Im akuten Ernstfall werden auch die Feuerwehrsirenen eingeschaltet, die Kirchenglocken (Sturmläuten mit mindestens 20 Minuten Dauer) geläutet und Rundfunkdurchsagen gemacht. Ein Probealarm findet jährlich im November statt.

### Verkehr
Bludenz ist mit seiner Lage im Walgau und am Eingang der drei Täler Klostertal, Montafon und Brandnertal ein bedeutender Verkehrsknotenpunkt im Süden Vorarlbergs. Insbesondere die West-Ost-Verbindung durch den Walgau und das Klostertal ins Nachbarland Tirol mittels Bahnstrecke und Schnellstraße ist für die Entwicklung von Bludenz als Verkehrsknotenpunkt bedeutsam.

#### Eisenbahn

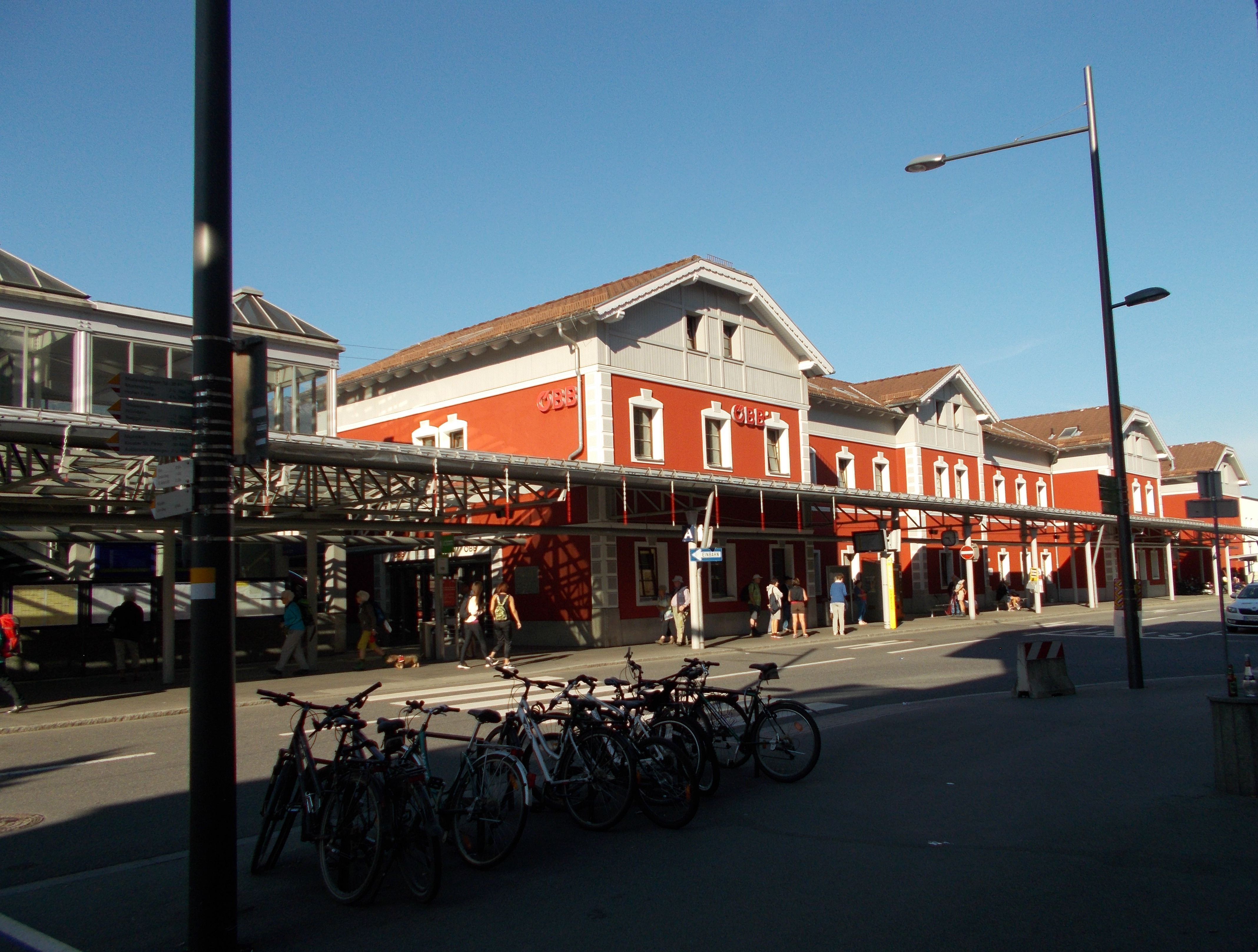
Ansicht des Empfangsgebäudes (2018)

Der 1872 eröffnete Bahnhof Bludenz ist heute ein Eisenbahnknoten, der die Bahnstrecke Lindau–Bludenz, die Arlbergbahn und die 1905 eröffnete Bahnstrecke Bludenz–Schruns, letztere betrieben durch die private Montafonerbahn, miteinander verknüpft. Alle drei Strecken sind elektrifiziert. Auf dem Rangierbahnhof der Stadt findet eine rege Auflösung und Bildung von Güterzügen statt. Als Anfangspunkt der Westrampe der Arlbergbahn hat Bludenz besondere Bedeutung. Unter anderem erfordert das Passieren der Arlbergstrecke häufig ein Kürzen der Züge und Bespannen mit zusätzlichen Lokomotiven. Die Bahn veränderte das Leben in Bludenz erheblich. Die Stadt galt dadurch lange als „Eisenbahnerstadt“.
In Bludenz hält tagsüber im Stundentakt je ein Railjet in Richtung Innsbruck/Wien sowie in Richtung Feldkirch/Bregenz/Zürich, darüber hinaus halten täglich Nachtzüge von und nach Wien/Graz. Weiterhin verkehren von früh bis in die Nacht hinein stündlich mindestens zwei Regionalzüge von Bludenz Richtung Lindau. In Nächten vor Samstagen, Sonn- und Feiertagen existiert ein durchgehender stündlicher Zugbetrieb zwischen Bludenz und Bregenz. Den öffentlichen Verkehr ins Montafon betreibt die im Halbstunden- oder Stundentakt verkehrende Montafonerbahn, die bis nach Mitternacht fährt. Sie bedient auch die im Gemeindegebiet liegenden Haltestellen „Bludenz-Moos“ und „Brunnenfeld-Stallehr“.
Nachdem der Regionalzugverkehr zwischen Bludenz und Langen am Arlberg zuerst ausgedünnt wurde und seit 2010 ganz eingestellt ist, übernahm die früher unter der Nummer 90, seit 2022 unter der Nummer 720 geführte Buslinie ins Klostertal die alleinige Anbindung der an der Bahnstrecke gelegenen Orte an den ÖPNV.

#### Auto
Bludenz ist Endpunkt der Rheintal-Walgauautobahn A 14, die hier in die Arlberg Schnellstraße S 16 übergeht. Im Gemeindegebiet der Stadt befinden sich vier Autobahnanschlussstellen, nämlich Bludenz/Nüziders, Brandnertal, Bludenz/Bürs sowie Bludenz-Ost/Montafon. Zusätzlich existieren noch Anschlussstellen im Bereich der S 16, nämlich Bings und Braz.
Die Anschlussstelle Bludenz/Bürs wurde bis 2021 um fast 30 Millionen Euro großzügig um- und ausgebaut.
Teile der Altstadt sind als Fußgängerzone eingerichtet, unter anderem der Mittelabschnitt der Werdenbergerstraße, durch die früher der Durchgangsverkehr führte.
In Bludenz gilt grundsätzlich eine Höchstgeschwindigkeit von 40 km/h, höhere Tempi sind nur auf Vorrangstraßen bzw. auf außerhalb dicht besiedelten Gebiets verlaufenden Landesstraßen (z. B. 60 km/h auf der L 97 zwischen Bings und der Abzweigung von der L 190) erlaubt.
Mit 491 Autos pro 1000 Einwohner hatte Bludenz im Jahr 2022 den österreichweit niedrigesten Pkw-Ausstattungsgrad in der Kategorie der Städte mit 10.000 bis 20.000 Einwohnern.

##### Lärmbelastung durch den Straßenverkehr
Diese ist allein durch den Verkehr auf der sehr nahe an der Außenseite der Stadtgrenze verlaufenden A 14/S 16 gegeben. 2017 passierten im Durchschnitt täglich 28.000 Fahrzeuge den Abschnitt zwischen den Abfahrten Brandnertal und Bludenz/Bürs. Im Bahnhofsbereich, nordwestlich desselben in einem Streifen, der bis etwa zur St.-Anna-Straße reicht, in Mokry, in großen Teilen der Klarenbrunn-Siedlung und in Brunnenfeld wurde 2017 eine über Tag, Abend und Nacht gemittelte 24-Stunden-Dauerschallbelastung von 55 bis 60 dB(A) festgestellt.
Eine weitere Lärmbelastung geht vom Straßenverkehr in Bludenz aus. Die Breite des Streifens entlang der das Stadtgebiet auf einer Länge von etwa 4,3 km durchziehenden Landesstraße 190, in dem eine gemittelte 24-Stunden-Dauerschallbelastung von mindestens 55 dB(A) vorliegt, beträgt in Abhängigkeit von der Bebauung beidseits jeweils bis zu ca. 100 m.
Aufgrund einer Abnahme des Schalldruckpegels bei der Schallausbreitung im Freien sind die Geräuschemissionen von der A 14/S 16 und des Straßenverkehrs im Siedlungsgebiet Bludenz/Nüziders bis hinauf zu den Gipfeln von Hohen Frassen, Elsspitze und Gamsfreiheit, in vielen, von Wanderwegen durchzogenen Hängen im Norden und Nordosten von Bludenz und in den in Hanglagen befindlichen Siedlungen, wie Rungelin, Halde und Oberdaneu, zu hören.

##### Pilotversuche gegen Ausweichverkehr
Bludenz, die Nachbargemeinden Nüziders und Bürs sowie die Dörfer im Klostertal kämpfen seit vielen Jahren jeweils in der Wintersaison mit der Überlastung des niederrangigen Straßennetzes durch Skiurlauber, die Staus auf der A 14 / S 16 in Richtung Arlberg und Montafon durch das Ausweichen auf Landes- und Nebenstraßen zu entkommen versuchen. Erstmals wurden auf einer der beliebtesten Ausweichstrecken, der Klostertaler Straße (Landesstraße 97) zwischen dem Kloster St. Peter und Bings an einem durch den Urlauberwechsel in den Tourismusorten verkehrsreichen Samstag im Februar 2023 Fahrverbote für Durchreisende erlassen, um die Autolenker selbst bei einer Überlastung der Autobahn/Schnellstraße am Ausweichen durchs Gemeindegebiet zu hindern. Eine Dosierampel auf der L 97 erzeugte künstlich Verzögerungen und sollte die Navigationsgeräte so, dass sie die Lenker auf die Schnellstraße leiten, beeinflussen. Der Erfolg des ersten Versuchs hielt sich jedoch sehr in Grenzen. Zudem stellte man fest, dass der Ausweichverkehr die Durchlasskapazität der S 16 infolge der vielen Ein- und Ausfädelvorgänge um bis zu 50 % reduzierte, so dass es nun an den verkehrsreichen Samstagen im Februar 2024 umfangreiche Sperrungen von A 14- und S 16-Anschlussstellen für den Durchgangsverkehr zwischen Nüziders und Langen am Arlberg geben wird.

#### Bus
Der öffentliche Stadtverkehr bestand seit 21. März 1997 aus drei Stadtbuslinien und wurde zum Fahrplanwechsel 2022 auf vier Stadtbuslinien erweitert, welche die Ortsteile Südtiroler Siedlung, Brunnenfeld und Rungelin und nun auch die Gemeinde Bürs mit dem Bahnhof verbinden. Die Linien 501 und 502 verkehren werktags von ca. 6:00 bis 20:30 Uhr im Halbstundentakt. Die Linie 503 fährt überwiegend im Stundentakt, sonn- und feiertags ist sie außer Betrieb. Bei den Stadtbuslinien ist samstags, sonn- und feiertags allerdings zwischen ca. 17:30 und 18:00 Uhr Betriebsschluss. Die Fahrpläne der Stadtbusse sind mit dem Bahnfahrplan abgestimmt.
Auf der 2022 eingerichteten Ringlinie 504 nach Bürs sollen Elektrobusse fahren. Mit dieser Linie wurden auch die beiden großen Einkaufszentren in Bürs ans Stadtbusnetz angeschlossen. Nach einer zweijährigen Testphase mit guter Auslastung dieser Linie wird diese nun dauerhaft betrieben.
Landbuslinien führen vom Postamt und vom Bahnhof Bludenz in den Walgau, ins Brandner Tal sowie ins Klostertal.
Sämtliche Busse und Züge im Raum Bludenz können mit Fahrkarten des Verkehrsverbundes Vorarlberg genutzt werden.

#### Fahrrad
In Bludenz gibt es einige Fahrradstraßen. An der Ill verläuft nahe der A 14 und entlang der Alfenz parallel zur S 16 ein überregionaler Radweg. Eine durchgehende Radwegverbindung Bludenz–Bürs wurde 2022 fertiggestellt.

### Nahwärmeprojekt
Bludenz und Bürs wollen ein „Nahwärme Bludenz-Bürs“ genanntes, nach ersten Plänen etwa 11 km langes Fernwärmenetz gemeinsam aufbauen, um unter anderem den Verbrauch von Erdgas und die Abhängigkeit davon (in den ersten vier Monaten des Jahres 2023 deckte Österreich seinen Erdgasbedarf immer noch zu zwischen 47 und 74 % aus Russland) zu senken.
In Bludenz waren Mitte 2023 rund 87 Prozent aller Haushalte auf (faktisch nur im Ausland erhältliches) Erdgas oder Heizöl angewiesen. Hierzu soll zuerst ein Biomasseheizwerk, das mit heimischem Holz und Holzresten befeuert wird, errichtet werden. In einer zweiten Ausbaustufe ist vorgesehen, die Abwärme des Lünerseewerks II in dieses Netz einzuspeisen. Potentielle Objekte, die an dieses Fernwärmenetz angeschlossen werden könnten, sind in Bludenz z. B. die Südtiroler Siedlung, das Landeskrankenhaus, der Bahnhof und die ÖBB-Werkstätten sowie die Mokrysiedlung und in Bürs beispielsweise der Zimbapark und die Bebauung im Bereich um die Kirche St. Martin. Für das Projekt ist die Gründung einer Betreibergesellschaft (Anteile: Stadt Bludenz 26 %, illwerke vkw AG 69 %, Agrargemeinschaft Bürs 5 %) vorgesehen.

### Muttersbergseilbahn
Die ehemalige Kabinen-Pendelbahn, deren Talstation in Hinterplärsch ist, wurde 2002 durch eine kuppelbare Einseil-Umlaufbahn mit Acht-Personen-Gondeln ersetzt. Die Fahrzeit pro Strecke beträgt etwa zehn Minuten. Die Bahn ist von etwa Ende April bis Anfang November täglich, ansonsten Freitag bis Sonntag von 9:00 bis 17:00 Uhr in Betrieb. In der Zeit um Weihnachten und Silvester ruht der Betrieb wegen Revisionsarbeiten.

### Öffentliche Einrichtungen
In Bludenz gibt es acht Kindergärten, fünf Volksschulen und eine Mittelschule.
Am Ort gab es im Jänner 2003 5064 Schüler, davon 844 an allgemein bildenden höheren Schulen (AHS; Bundesgymnasium und Bundesrealgymnasium Bludenz) und 2875 an berufsbildenden höheren Schulen (Bundeshandelsakademie, Tourismusschulen). In Bludenz gibt es auch die Landesberufsschule (LBS: Metall, Mechatronik, KFZ, Handel und Büro). Ebenso beim Schulzentrum angesiedelt ist in der Schillerstraße die Mittelschule.
Weitere Einrichtungen sind eine Musikschule und die Volkshochschule Bludenz.

## Sport & Freizeit

### Wandern & Alpinismus
Seit 2019 verbindet der Sunna-Weg, ein kulturhistorischer Themenweg, die Gemeinden Nüziders, Bludenz und Braz. Der Weg ist als Tagestour oder in mehreren Etappen begehbar. 25 Tafeln behandeln landschaftliche, naturkundliche und geologische Themen. Im Mittelpunkt steht dabei immer das Vermitteln von Geschichten rund um Mensch und Landschaft.
Die Sektion Vorarlberg des Österreichischen Alpenvereins, deren Geschäftsstelle in Bludenz ist, hat rund 32.100 Mitglieder (Stand: 31. Dezember 2022).

### Fußball in der Sparkassenarena
1926 wurde der erste Fußballplatz im Gemeindegebiet Bludenz unter dem Namen „Fohrenburgstadion“ eröffnet. 1973 erfolgte der Spatenstich für den Stadionbau. Das Stadion wurde am 31. März 1975 eröffnet und trägt seit 2007 den Namen „Sparkassenarena“.

### Erlebnisbad Valblu
1879 überließ der Fabrikant Johann Gassner der Stadt den ursprünglich als „Feuerweiher“ angelegten Teich (Wasserreservoir für die 1869 gegründete Freiwillige Feuerwehr Bludenz) und die damit verbundene „Badeanstalt in der Halde“. Das Freischwimmbad wurde am 1. August 1958 eröffnet (Quelle: Bludenz aktuell April 1977), 1967 wurde das neu errichtete Schwimmbecken im Freibad zur Nutzung freigegeben, und 1975 erfolgte der Spatenstich für das Hallenbad. 1991 musste der Betrieb aus technischen Gründen geschlossen werden. Von 1996 bis 1998 erfolgte der Umbau zum Erlebnisbad „Valblu“ und 2004 der Spatenstich für dessen Erweiterung. 2005, nach einer Bauzeit von 15 Monaten, eröffnete das „Val Blu Resort Hotel“. 2017/18 fanden erneut umfangreiche Sanierungsarbeiten und eine Neugestaltung des Freibadbereiches statt. Mit einer nachträglich gelegten Fernwärmetrasse kann das Bad mit Produktionsabwärme der Firma Getzner Textil beheizt werden. Die hauseigenen Heizanlagen werden nur noch bei erhöhtem Bedarf dazugeschaltet.
Zum VAL BLU Resort gehören ein Hotel, ein Freizeitbad mit 25-Meter-Schwimmbecken, Rutsche und Kleinkindbecken, eine Saunalandschaft und Fitnessstudio mit Fußballhalle und Kletterwand. Das Hotel verfügt über 120 Betten.

### Muttersberg

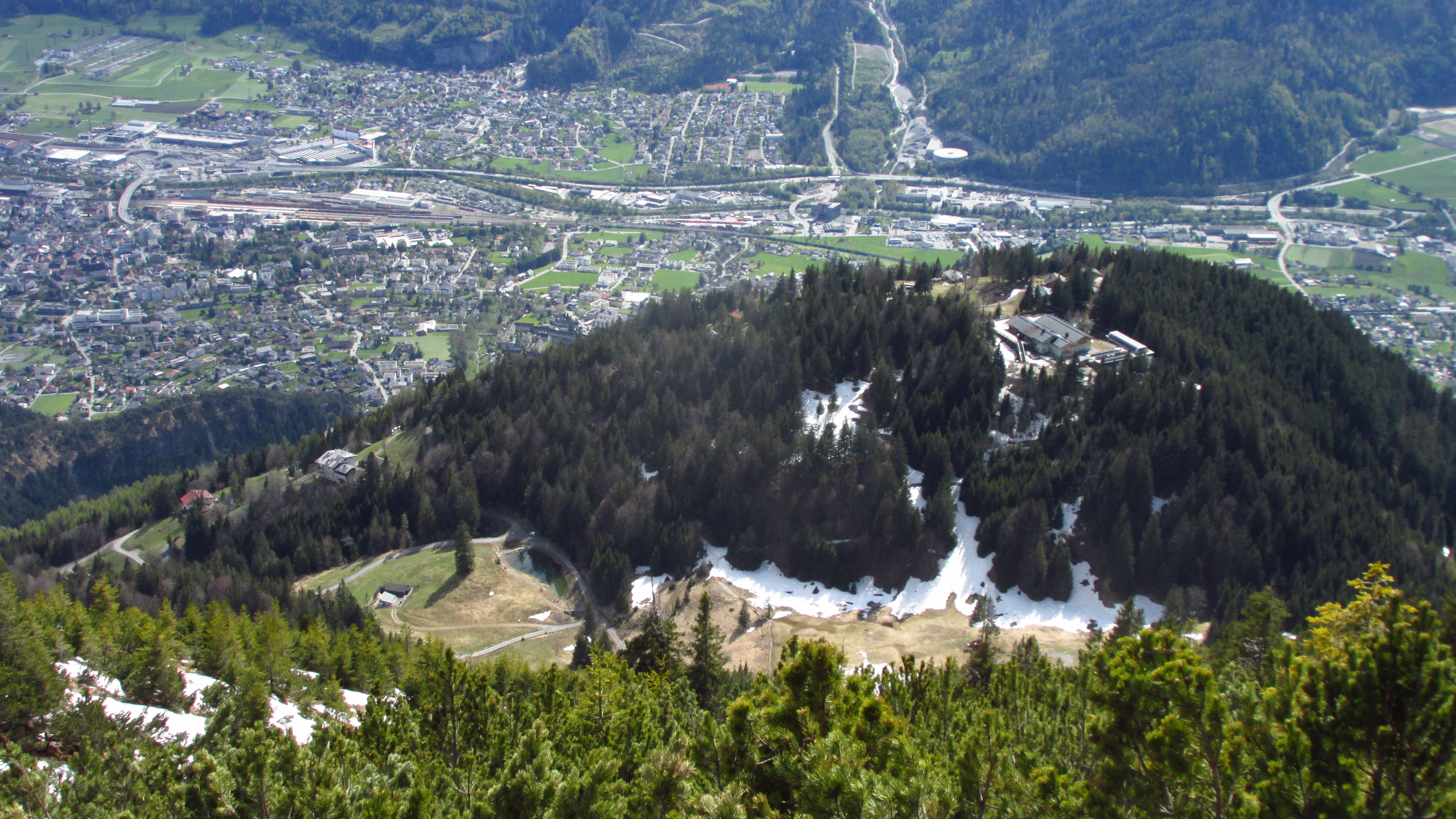
Blick von Nordosten auf den Madeisakopf mit der Bergstation der Muttersbergbahn. Links davon ein Teil der Streusiedlung Muttersberg. Im Tal liegen Bludenz (links), Bürs (hinten) und Nüziders (beidseits des Madeisakopfes)

Der Bludenzer Hausberg ist der Muttersberg. Dieser steht auf dem Gemeindegebiet von Nüziders. Mit „Muttersberg“ (abgeleitet vom Familiennamen Muther oder Mutter) ist umgangssprachlich zumeist der Madeisakopf (1402 m), ein dem Hohen Fraßen südwestlich vorgelagerter, bewaldeter Kopf gemeint. In dessen Nähe stehen die Bergstation der Muttersbergseilbahn und das neben sie gebaute Großrestaurant. Im engeren Sinne bezeichnet der Begriff „Muttersberg“ das Gebiet der von Wald- und Weideflächen durchsetzten Streusiedlung nordwestlich und unterhalb des Madeisakopfes, großteils an und unterhalb der Forststraße zum Tiefenseesattel. Dieses gehört gleichfalls zu Nüziders.

### Erholungsgebiet Hinterplärsch
Hinter der Talstation der Muttersberg-Bahn, am Rodlerheim, wurde über Jahrzehnte hinweg bei entsprechender Witterung ein Natureislaufplatz angelegt. Von 1967 bis Dezember 2015 existierte in Hinterplärsch eine in schattige Hänge hineingebaute Natureisrodelbahn, auf der u. a. 1981 die Junioren-EM sowie 1984 die Junioren-WM stattfanden. Klimawandelbedingt konnte diese 2009 letztmals benutzt werden. Ein umstrittener Neubau einer Kunsteisrodelbahn im gleichen Gelände ist nach mehrmaliger Verzögerung und einer Überschreitung des ursprünglich angesetzten Kostenrahmens um 28 % am 29. Oktober 2021 fertiggestellt worden. Bereits die Juniorenmeisterschaft 2019 sollte hier, als Voraussetzung für die Vergabe der Junioren-WM 2020 an Bludenz, stattfinden. Infolge von Kostensteigerungen und einer Finanzierungslücke ist die Bahn nun um 70 Meter verkürzt gebaut worden. Die Junioren-WM 2020 wurde deshalb an die Eisbahn in Igls (Innsbruck) vergeben. Jeweils Anfang 2022 und 2023 fanden dann Junioren-EM sowie im Februar 2023 das Nachwuchsrennen Welt-Jugend-Challenge in Bludenz statt. Ein Kunsteislaufplatz befindet sich in Planung.

## Politik

### Stadtvertretung
In Vorarlberg wählen die Bürger alle fünf Jahre die Mitglieder der Stadtvertretung durch Ankreuzen eines Listen-Wahlvorschlages bzw. durch Mehrheitswahl wenn kein Listenvorschlag vorliegt. Weiters den Bürgermeister durch Ankreuzen eines Wahlvorschlages.
Die Stadtvertretung, deren Mitglieder als „Gemeinderäte“ bezeichnet werden, wählt in der konstituierenden Sitzung aus ihrer Mitte – sofern keine Wahl durch die Bürger zustande kam – gemäß § 61 Gemeindegesetz einen Bürgermeister und dann einen mindestens dreiköpfigen Stadtvorstand. Die Zahl dieser „Stadträte“ darf aber gemäß § 55 den vierten Teil der Zahl der Gemeindevertreter nicht übersteigen.
Der Bürgermeister führt den Vorsitz bei den generell öffentlichen Sitzungen der Stadtvertretung, in denen kommunale Belange besprochen und Beschlüsse gefasst werden. Beobachter haben kein Mitspracherecht und kein Stimmrecht. Die Stadtvertretung kann nach Bedarf Ausschüsse bestellen. Sitzungen der Stadträte und der Ausschüsse sind nicht öffentlich.

#### Sitzverteilung nach den Wahlen
- Gemeindevertretungswahlen 1985: SPÖ 18, ÖVP 13, Liste Bludenz grünt 2.[70]
- Gemeindevertretungswahlen 1990: SPÖ 16, ÖVP 14, Liste Bludenz grünt 2, FPÖ 1.[71]
- Gemeindevertretungswahlen 1995: Dr.O.Kraft, VP 16, SPÖ 12, Bludenz grünt 2, FPÖ 2, Bürgerforum Bludenz 1.[72]
- Gemeindevertretungswahlen 2000: Bgm. Dr. Othmar Kraft und VP 14, SPÖ 11, Liste Bludenz 5, FPÖ 3.[73]
- Gemeindevertretungswahlen 2005: Mandi Katzenmayer - VP 17, SPÖ 11, Liste Bludenz 4, FPÖ 1.[74]
- Gemeindevertretungswahlen 2010: Bgm. Mandi Katzenmayer - VP 17, SPÖ 9, Liste Bludenz 4, FPÖ 3.[75]
- Gemeindevertretungswahlen 2015: Bgm. Mandi Katzenmayer - VP 14, Mario Leiter - SPÖ 13, Liste Bludenz 3, FPÖ 3.[76]
- Gemeindevertretungswahlen 2020: Simon Tschann - VP 16, Team Mario Leiter 14, Liste Bludenz - Die Grünen 2, Joachim Weixlbaumer - FPÖ 1.[77]
- Gemeindevertretungswahlen 2025: Simon Tschann - VP 17, Mario Leiter - Team für Bludenz 11, Joachim Weixlbaumer - FPÖ 4, NEOS 1.[78]

### Bürgermeister
- um 1724 Bernhardin Leu
- um 1779 Johann Josef Berchtel
- 1867–1909 Josef Wolf
- 1910–1919 Andreas Konzett, CSP
- um 1921 Matthias Längle, CSP

seit 1945
- 1945–1970 Eduard Dietrich (ÖVP)[79]
- 1970–1983 Hermann Stecher (SPÖ)[79]
- 1983–1995 Heinz Wiedemann (SPÖ)[79]
- 1995–2005 Othmar Kraft (ÖVP)[79][80]
- 2005–2020 Josef Katzenmayer (ÖVP)[79][81][82]
- seit 2020 Simon Tschann (ÖVP)[83][84]  Gerichtsverfahren

Gerichtsverfahren Am 18. Dezember 2024 wurde Bürgermeister Simon Tschann wegen Amtsmissbrauchs nicht rechtskräftig vom Landesgericht Feldkirch zu einer bedingten Freiheitsstrafe von elf Monaten und einer unbedingten Geldstrafe über 51.000 Euro verurteilt. Die Oppositionsparteien im Vorarlberger Landtag fordern geschlossen den Rücktritt von Tschann. Ab einem Strafausmaß von zwölf Monaten würde Tschann das passive Wahlrecht (zum Bürgermeister) verlieren. Tschann „fühlt sich unschuldig“, tritt nicht zurück und will Rechtsmittel gegen das Urteil des Schöffengerichts einlegen.

### Ortsvorsteher
- Christian Zimmermann (seit 2020 Ortsvorstehers von Außerbraz)[86] Anmerkung

Anmerkung Früher waren in den vier ländlich geprägten Ortsteilen Rungelin, Brunnenfeld, Bings und Außerbraz, sowie in der Südtiroler Siedlung Ortsvorsteher tätig, die den Bürgermeister unterstützten. Nach den Wahlen 2020 wurde nur mehr ein Ortsvorsteher in Außerbraz bestellt.

### Wappen
| | Blasonierung: „Im silbernen Schild ein schwarzes steigendes Einhorn. Auf dem Schild ruht eine silberne Mauerkrone mit fünf sichtbaren Zinnen.“ |
| Wappenbegründung: Das althergebrachte Wappen wurde der Stadt Bludenz von der Vorarlberger Landesregierung am 8. Februar 1929 zugesprochen. Das Einhorn verkörpert ein uraltes Zeichen ungebändigter Kraft, ausdauernder Stärke sowie jungfräulicher Reinheit. | |

### Städtepartnerschaft
Bludenz pflegt eine Partnerschaft mit folgenden Städten:
- Plettenberg in Deutschland (seit 1988)
- Borgo Valsugana in Italien (seit 1991)

## Persönlichkeiten

### Ehrenbürger der Stadt
- Franz Freiherr von Auffenberg (um 1790), schwäbischer Generalmajor[89]
- Friedrich Freiherr von Hotze (1739–1799), Feldmarschallleutnant der preußischen Armee
- Franz Freiherr von Jellachich (1746–1810), österreichischer Feldmarschallleutnant
- Karl Graf von Belrupt-Tissac (1826–1903), Landeshauptmann Vorarlbergs
- Josef Wolf (1829–1909), Bürgermeister von Bludenz
- Dekan Franz Anton Bickel (1850–1916), Stadtpfarrer von Bludenz
- Josef Wichner (1852–1923), Schriftsteller
- Andreas Konzett (1861–1938), Bürgermeister und Landtagsabgeordneter von Bludenz
- Johann Matthias Jehly (1863–1950), Gemeindeschulrat
- Matthias Längle (1869–1952), Bürgermeister von Bludenz
- Guy Schlesser (1896–1970), General der Französischen Besatzungsmacht
- Andre Gassner (1883–1959), Industrieller und Landtagsabgeordneter
- Adolf Ammann (1898–1967), Stadtpfarrer von Bludenz
- Ferdinand Graf von Beust (um 1870), vormals k.u.k. österreich-ungarischer Reichskanzler, seit 1870 Ehrenbürger der Stadt Bludenz

### Söhne und Töchter der Stadt
- Siegrun Appelt (* 1965), Foto- und Medienkünstlerin
- Manuela Auer (* 1965), Politikerin (SPÖ)
- Bertram Batlogg (* 1950), Physiker
- Dietmar Berchtold (* 1974), Fußballspieler
- Christof Bitschi (* 1991), Politiker (FPÖ)
- Wolfgang Burtscher (* 1959), Jurist und Generaldirektor in der Europäischen Kommission
- Peter Bußjäger (* 1963), Jurist und Historiker
- Heinrich Comploj (1879–1967), Maler, Grafiker und Lehrer
- Adolf Concin (* 1956), Politiker und Rechtsanwalt
- Martin Frainer (* 1977), Musikproduzent und Komponist
- Simon Frick (* 1983), Geiger und Komponist
- Bettina Götz (* 1962), Architektin und Hochschullehrerin
- Elmar Grabherr (1911–1987), Landesamtsdirektor
- Grete Gulbransson (1882–1934), Schriftstellerin und Heimatdichterin
- Roland Haas (* 1958), Künstler
- Hans Haidegger (1913–1991), Schweizer Alpinist
- Jakob Hannibal I. von Hohenems (1530–1587), Graf und Heerführer
- Heinz Janetschek (1913–1997), Zoologe
- Anton Jehly (1860–1928), Maler und Restaurator
- Jakob Jehly (1854–1897), Maler
- Rainer Juriatti (* 1964), Schriftsteller und Drehbuchautor
- Anton Jussel (1816–1878), Landeshauptmann (1873–1878)
- Efekan Karayazi (* 2005), Fußballspieler
- Hans Michael Kohler (* 1956), Maler
- Heribert Konzett (1912–2004), Mediziner, Leiter des pharmakologischen Instituts Innsbruck
- Michael Koschat (* 1974), Politiker
- Hannes Küng (* 2003), Fußballspieler
- Gerhard Lechner (1937–2017), Mediziner, Vorstand der Universitätsklinik für Radiodiagnostik an der Medizinischen Universität Wien
- Elias Leitner (* 2003), Snowboarder
- Rudi Lins (* 1944), Autorennfahrer
- Manuel Litzke (* 1999), Politiker
- Georg Margreitter (* 1988), Fußballspieler beim Grasshopper Club Zürich
- Michael Matt (* 1993), Skirennläufer
- Gerhard Mayer (* 1967), Diplomat, Österreichs Botschafter in Venezuela
- Martina Mittelberger (* 1967), Schriftstellerin
- Edgar Morscher (1941–2023), Philosoph
- Reinhart Morscher (1938–2004), Künstler, Grafikdesigner, Typograf und Plakatkünstler
- Siegbert Morscher (* 1939), Jurist
- Christian Müller (1775–1851), Wirt, Freiheitskämpfer und Schützenmajor des Vorarlberger Volksaufstands
- Jonas Müller (* 1997), Rennrodler
- Lothar Müller (* 1947), Politiker (SPÖ)
- Hugo Paterno (1896–1944), Zollwachebeamter, Opfer des Nationalsozialismus
- Herwig Pecoraro (* 1957), Staatsopernsänger in Wien
- Heilwig Pfanzelter (* 1953), Fernsehjournalistin, Schauspielerin und Sängerin in Wien
- Volker Plangg (* 1953), Dirigent und Komponist
- Wilhelm Pröckl (1940–2019), Politiker (SPÖ)
- Alexander Reis (* 1967), Augenchirurg, Hochschullehrer und Klinikbesitzer
- Paul Renner (* 1957), Maler
- Walter Renner (* 1946), Jurist und Politiker
- Verena Roßbacher (* 1979), Schriftstellerin
- Karl Salzmann (* 1979), Künstler
- Guido Schmidt (1901–1957), Diplomat und Politiker
- Josef Schmidt (1889–1978), Kaufmann, Politiker, Bürgermeister von Bludenz, Landesrat, Nationalrat
- Carola Schneider (* 1972), Journalistin, Korrespondentin, Autorin
- Wolfram Schurig (* 1967), Komponist und Blockflötist
- Bernd Seebacher (* 1948), Schauspieler
- Marco Stark (* 1993), Fußballspieler
- Thomas Steu (* 1994), Rennrodler
- Johannes Strolz (* 1992), Skirennläufer
- Matthias Strolz (* 1973), Mitgründer der Partei NEOS, Nationalratsabgeordneter
- Andrea Tagwerker (* 1970), Rennrodlerin
- Ingrid Thurnher (* 1962), Fernsehjournalistin und Nachrichtensprecherin
- Fritz Tomaselli (1921–2020), Fußballspieler und Kommunalpolitiker
- Manfred Tschaikner (* 1957), Historiker, Archivar und Pädagoge
- Stefan Vögel (* 1969), Bühnenautor und Kabarettist
- Markus Wallner (* 1967), Politiker (ÖVP) und Landeshauptmann von Vorarlberg
- Karl Wilhelm Walter (1880–1948), Vizebürgermeister und Landtagsabgeordneter
- Andreas Weigel (* 1961), Literaturwissenschaftler und Kulturpublizist
- Josef Wichner (1852–1923), Schriftsteller
- Herbert Willi (* 1956), Komponist und Dirigent
- Harald Witwer (* 1977), Politiker
- Wilhelm Wolf (1897–1939), Politiker (NSDAP)
- Jürgen Zech (* 1965), liechtensteinischer Fußballspieler, Treuhänder und Politiker
- Helmut Zimmermann (* 1948), Politiker (SPÖ)
- Leonardo Zottele (* 1999), Fußballspieler
- Daniel Zugg (* 1993), Skibergsteiger
- Johannes Burtscher (* 1966), Neurochirurg, Präsident der Österreichischen Gesellschaft für Neurochirurgie

### In der Stadt wirkende Personen
- Josef Prantl (1895–1951), Komponist und städtischer Musikdirektor
- Joseph Renner jr. (1868–1934), Musikdirektor in Bludenz, Komponist, später Kirchenmusiker am Regensburger Dom[90]
- Bernhard Riedmiller (1757–1832), Gastwirt und Freiheitskämpfer in der napoleonischen Zeit
- Wilhelm Schramm (* 1952), Designer und Buchmacher
- Susi Weigel (1914–1990), österreichische Kinderbuchillustratorin und Trickfilmzeichnerin
- Albrecht III. von Werdenberg-Heiligenberg-Bludenz († 1420), letzter Graf von Bludenz